# WASH
WASH (або Watsan, WaSH) — абревіатура, яка розшифровується як «вода, санітарія та гігієна» (water, sanitation and hygiene). Він широко використовується неурядовими організаціями та агентствами допомоги в країнах, що розвиваються. Цілі надання доступу до послуг WASH включають досягнення переваг у сфері охорони здоров'я, покращення людської гідності у випадку санітарії, реалізацію права людини на воду та санітарію, зменшення тягаря збору питної води для жінок, зменшення ризиків насильства щодо жінок, покращення результати освіти та здоров'я в школах і медичних закладах, а також зменшення забруднення води. Доступ до послуг WASH також є важливою складовою водної безпеки. Універсальний, доступний і стійкий доступ до WASH є ключовим питанням у рамках міжнародного розвитку та є центром перших двох завдань Цілі сталого розвитку 6 (ЦСР 6). Цілі 6.1 і 6.2 спрямовані на справедливу та доступну воду та санітарію для всіх. У 2017 році було підраховано, що 2,3 мільярда людей живуть без базових засобів санітарії, а 844 мільйони людей живуть без доступу до безпечної та чистої питної води.
Тягар захворювань і травм, пов'язаний з WASH, був детально вивчений. Типові захворювання та стани, пов'язані з відсутністю WASH, включають діарею, недоїдання та затримку в рості, на додаток до забутих тропічних хвороб. Відсутність WASH створює додаткові ризики для здоров'я жінок, наприклад під час вагітності або у зв'язку з дотриманням гігієни менструального циклу. Відсутність санітарних умов призводить до близько 700 000 дитячих смертей щороку через діарею, переважно в країнах, що розвиваються. Хронічна діарея може мати довгострокові негативні наслідки для дітей як з точки зору фізичного, так і з точки зору когнітивного розвитку. Проте, зібрати точні наукові докази щодо наслідків для здоров'я, які є результатом покращеного доступу до WASH, важко через ряд ускладнюючих факторів. Науковці припускають необхідність довгострокових досліджень ефективності технології, детальнішого аналізу санітарних втручань і досліджень комбінованих ефектів від багатьох втручань, щоб краще аналізувати результати WASH для здоров'я.
Доступ до WASH має надаватися на рівні домогосподарства, але також у недомашніх умовах, таких як школи, медичні заклади, робочі місця (включаючи в'язниці), місця тимчасового користування, масові зібрання та для переміщеного населення. Багатообіцяючим підходом до покращення гігієни в школах є засоби групового миття рук і поведінка. Відсутність засобів WASH у школах може заважати учням (особливо дівчатам) відвідувати школу, знижуючи їхні навчальні досягнення та майбутню продуктивність праці.
Проблеми для надання послуг WASH включають надання послуг міським нетрям, збої систем WASH (наприклад, витік систем розподілу води), забруднення води та наслідки зміни клімату. Підходи до планування для кращого, більш надійного та рівноправного доступу до WASH включають: національні плани та моніторинг WASH (включно з гендерним підходом), інтегроване управління водними ресурсами (IWRM) і, нещодавно, покращення кліматичної стійкості послуг WASH. Адаптивна здатність систем управління водними ресурсами може допомогти поглинути деякі наслідки кліматичних подій і підвищити стійкість до зміни клімату.:25 Зацікавлені сторони в різних масштабах, тобто від малих міських комунальних підприємств до національних урядів, повинні мати доступ до надійної інформації про регіональний клімат і будь-які очікувані зміни через глобальну зміну клімату.

## Компоненти
Концепція WASH об'єднує водопостачання (доступ до послуг питної води), санітарію та гігієну, оскільки вплив недоліків у кожній сфері сильно збігається (WASH — це абревіатура, яка використовує перші літери «вода, санітарія та гігієна» — «water, sanitation and hygiene»). WASH складається з доступу до послуг питної води, санітарії та гігієни.

### Послуги питної води

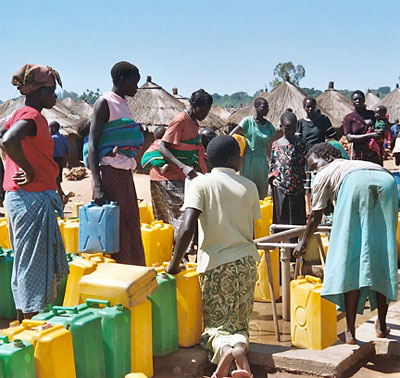
Жінки стоять у черзі біля свердловини, щоб наповнити свої ємності водою (табір для внутрішньо переміщених осіб Лабудже, Кітгум, район Кітгум, північний регіон Уганди)

«Безпечно керована служба питної води» — це «служба, яка розташована на території, доступна за потреби та вільна від забруднення». Терміни «покращене джерело води» та «непокращене джерело води» були введені в 2002 році як інструмент моніторингу питної води JMP ЮНІСЕФ та ВООЗ. Термін «покращене джерело води» відноситься до «водопроводу в приміщеннях (підключення домашнього водопроводу, розташованого всередині помешкання користувача, на ділянці або у дворі) та інших покращених джерел питної води (громадські крани або стояки, трубчасті колодязі або свердловини, захищені викопані колодязі), заповідні джерела та збір дощової води)».
Доступ до питної води включено до цілі 6.1 Цілі сталого розвитку 6 (ЦСР 6), яка говорить: «До 2030 року досягти загального та справедливого доступу до безпечної та доступної питної води для всіх». Ця мета має один індикатор: Індикатор 6.1.1 — це «Частка населення, яке користується безпечними послугами питної води». У 2017 році 844 мільйони людей все ще не мали навіть базової питної води.:3 У 2019 році повідомлялося, що 435 мільйонів людей використовували неудосконалені джерела для отримання питної води, а 144 мільйони все ще використовували поверхневі води, такі як озера та струмки.
Загалом водні ресурси, які використовуються для отримання питної води, можуть включати поверхневі води, підземні води або дощову воду після збору, розподілу та очищення, якщо це необхідно.
Люди, які не мають доступу до безпечного, надійного домашнього водопостачання, стикаються з нижчою безпекою води в певний час протягом року через циклічні зміни кількості або якості води. Наприклад, якщо доступ до води на території недоступний, якість питної води в місці використання (point of use, PoU) може бути набагато гіршою порівняно з якістю в місці збору (point of collection, PoC). Тому важлива правильна побутова практика щодо гігієни, зберігання та лікування. Існує взаємодія між погодою, джерелом води та управлінням, а це, у свою чергу, впливає на безпеку питної води.

#### Ґрунтові води
Підземні води забезпечують важливе джерело прісної води, особливо в посушливих регіонах, де доступність поверхневих вод обмежена. У всьому світі більше третини води, що використовується, надходить із землі. У посушливих і напівпосушливих регіонах середніх широт, де немає достатнього джерела поверхневої води з річок і водойм, підземні води мають вирішальне значення для підтримки глобальної екології та задоволення суспільних потреб у питній воді та виробництві їжі. Попит на підземну воду швидко зростає зі зростанням населення, тоді як зміна клімату створює додаткове навантаження на водні ресурси та підвищує ймовірність виникнення сильної посухи.
Антропогенний вплив на ресурси підземних вод зумовлений головним чином відкачуванням підземних вод і непрямим впливом іригації та змін у землекористуванні.
Підземні води відіграють центральну роль у підтримці водопостачання та засобів до існування в Африці на південь від Сахари. У деяких випадках підземні води є додатковим джерелом води, яке раніше не використовувалося.

### Санітарні послуги
Санітарні системи згруповані в кілька типів: сходи санітарних послуг включають (від найнижчого до найвищого): відкриту дефекацію, невдосконалену, обмежену, базову, безпечну.:8 Розрізняють санітарно-гігієнічні засоби, які використовуються спільно двома або більше домогосподарствами («обмежена послуга»), і ті, які не є спільними («основна послуга»). Визначення покращених санітарно-гігієнічних приміщень таке: об'єкти, призначені для гігієнічного відокремлення екскрементів від контакту з людьми.:8
Що стосується туалетів, покращена санітарія включає наступні види туалетів: туалет зі змивом, підключення до каналізаційної системи, підключення до септичної системи, змив або змив у вигрібну яму, вигрібна яма з плитою, вентильована покращена вигрібна яма, компостний туалет.
Доступ до санітарно-гігієнічних послуг включено до цілі 6.2 Цілі сталого розвитку 6, яка полягає в тому, що: «До 2030 року забезпечити доступ до адекватних і справедливих умов санітарії та гігієни для всіх і припинити відкриту дефекацію, приділяючи особливу увагу потребам жінок і дівчат, а також тих, хто в вразливі ситуації». Ця мета має один індикатор: індикатор 6.2.1 — це «частка населення, яке використовує (а) безпечні санітарні послуги та (б) засоби для миття рук з милом і водою».
У 2017 році 4,5 мільярда людей не мали вдома туалетів, які могли б безпечно поводитися з відходами, незважаючи на покращення доступу до санітарії за останні десятиліття. Приблизно 600 мільйонів людей користуються туалетом або вигрібною ямою з іншими домогосподарствами, а 892 мільйони людей практикують відкриту дефекацію.
Існує багато перешкод, які ускладнюють досягнення «санітарії для всіх». До них належать соціальні, інституційні, технічні та екологічні проблеми. Тому проблему забезпечення доступу до санітарних послуг не можна вирішити, орієнтуючись лише на технології. Натомість це вимагає інтегрованої перспективи, яка включає планування, використання економічних можливостей (наприклад, від повторного використання екскрементів) і втручання щодо зміни поведінки.

#### Працівники з утилізації та очищення фекальних осадів
Санітарні послуги не були б повними без безпечного управління фекальним мулом (УФМ), тобто зберігання, збору, транспортування, обробки та безпечного кінцевого використання або утилізації фекального мулу.:3 Фекальний осад визначається дуже широко як те, що накопичується в санітарних системах на місці (наприклад, вигрібні ями, септики та розчини на основі контейнерів) і, зокрема, не транспортується через каналізацію.:5 Санітарні працівники — це люди, необхідні для очищення, обслуговування, експлуатації або спорожнення санітарних технологій на будь-якому етапі санітарного ланцюга.:2

### Гігієна

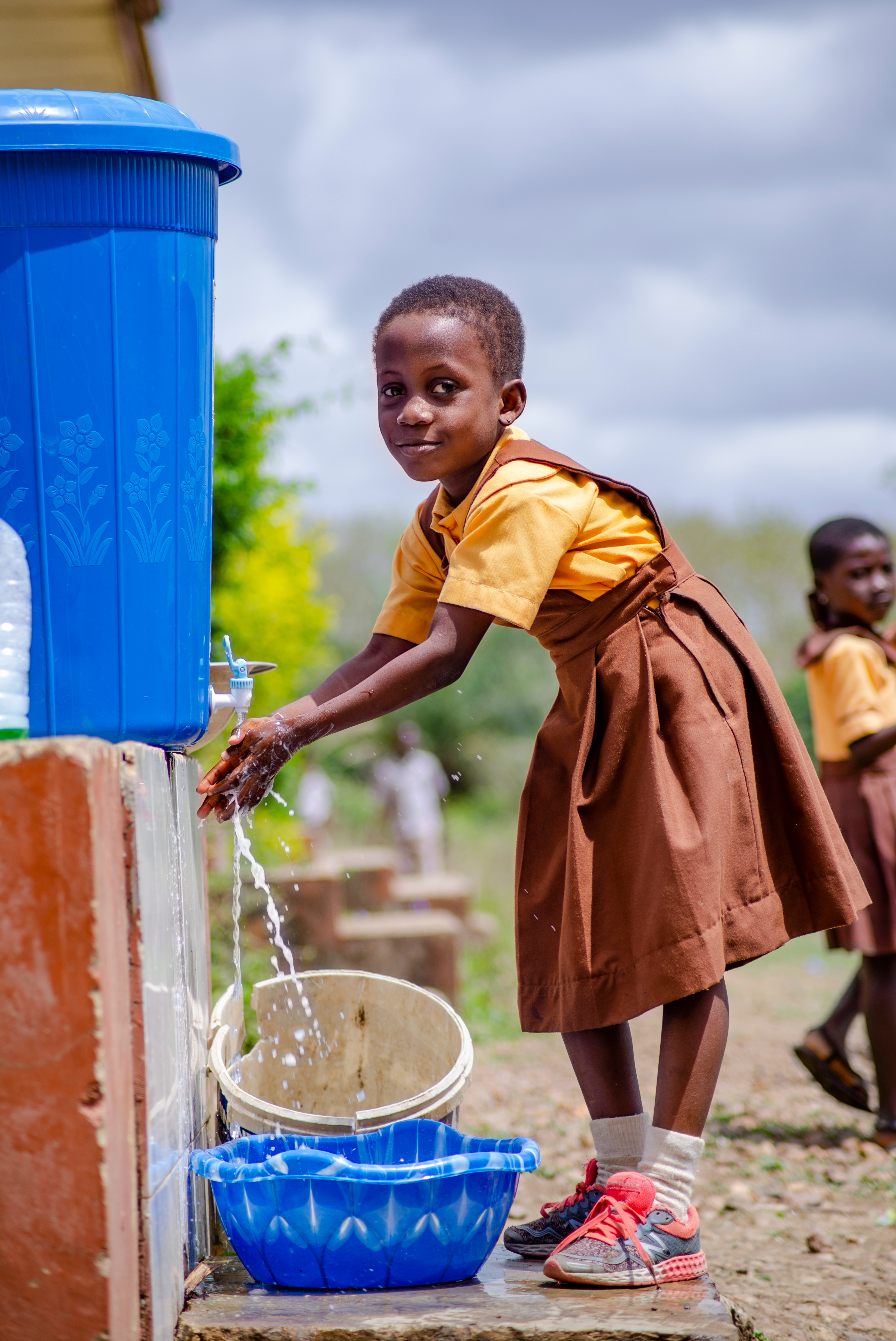
Школярка використовує Veronica Bucket у Гані для миття рук.

Гігієна — поняття широке. «Гігієна стосується умов і практик, які допомагають підтримувати здоров'я та запобігати поширенню хвороб». Гігієна може охоплювати багато видів поведінки, включаючи миття рук, гігієну менструального циклу та гігієну харчування.:18 У контексті WASH миття рук з милом і водою вважається головним пріоритетом у всіх умовах і було обрано як показник для національного та глобального моніторингу доступу до гігієни. «Основні засоби гігієни» — це ті, де люди мають у своєму розпорядженні засоби для миття рук з милом і водою.:18 Обладнання для миття рук можуть складатися з раковини з водопровідною водою, відра з кранами, кранів типу типу та переносних тазиків.:18
У контексті ЦСР 6 гігієна включена до показника для цілі 6.2: «Частка населення, яке використовує […] (b) засоби для миття рук з милом і водою».
У 2017 році глобальна ситуація була такою: лише 1 з 4 людей у країнах з низьким рівнем доходу мав вдома засоби для миття рук з милом і водою; лише 14 % людей в Африці на південь від Сахари мають засоби для миття рук. У всьому світі принаймні 500 мільйонів жінок і дівчат не мають адекватних, безпечних і приватних засобів для дотримання менструальної гігієни.
Приблизно 40 % населення світу живуть без базових засобів для миття рук з милом і водою вдома. За даними Всесвітньої організації охорони здоров'я, більше половини людей, які живуть у сільській місцевості в країнах, що розвиваються, не практикують методи миття рук через серйозну нестачу води та мила.

## Цілі
Цілі надання доступу до послуг WASH включають досягнення переваг у сфері охорони здоров'я, покращення людської гідності у випадку санітарії, реалізацію права людини на воду та санітарію, зменшення тягаря збору питної води для жінок, зменшення ризиків насильства щодо жінок, покращення результати освіти та здоров'я в школах і медичних закладах, а також зменшення забруднення води . Доступ до послуг WASH також є важливим компонентом досягнення водної безпеки.
Покращення доступу до послуг WASH може покращити здоров'я, тривалість життя, навчання студентів, гендерну рівність та інші важливі питання міжнародного розвитку. Це також може сприяти зменшенню бідності та соціально-економічному розвитку.

### Рівний доступ до питної води
Важливо зменшити нерівність у доступі до води, санітарії та гігієнічних послуг.:11 Така нерівність, наприклад, пов'язана з рівнем доходу та статтю. У 2019 році в 24 країнах, де були доступні дезагреговані дані, базове охоплення водою серед найбагатших квінтилів було щонайменше вдвічі вищим, ніж охоплення найбідніших квінтилів. Наприклад, у Бангладеш етнічні меншини мають нижчий рівень доступу до WASH, ніж решта бенгальського населення. Це пов'язано зі «структурною расовою дискримінацією» в Бангладеш.
Доступ до послуг WASH також різниться всередині країни залежно від соціально-економічного статусу, політичної влади та рівня урбанізації. У 2004 році було виявлено, що міські домогосподарства мають на 30 % і 135 % більше шансів мати доступ до покращених джерел води та каналізації відповідно, порівняно з сільською місцевістю.
Права людини на воду та санітарію забороняють дискримінацію за ознаками «раси, кольору шкіри, статі, мови, релігії, політичних чи інших переконань, національного чи соціального походження, майнового стану, народження, інвалідності чи іншого стану». Це всі аспекти нерівності в послугах WASH.:13
Робота з нерівним доступом до води підпадає під дію міжнародного права прав людини. У 2000 році на Другому всесвітньому водному форумі в Гаазі було зроблено висновок, що жінки є основними споживачами побутової води, що жінки використовували воду для своїх ключових ролей у виробництві їжі, і що жінки та діти були найбільш вразливими до катастроф, пов'язаних з водою.

## Глобальні цілі

Карта світу для індикатора 6.2.1a у 2015 році: Частка населення, яке використовує безпечні санітарні засоби.
З 1990 року Спільна програма моніторингу водопостачання та санітарії (СПМ) ВООЗ і ЮНІСЕФ регулярно проводить оцінки глобального прогресу WASH. JMP вже відповідав за моніторинг Цілі розвитку тисячоліття ООН (ЦРТ) 7. C, яка мала на меті «скоротити вдвічі до 2015 року частку населення, що не має постійного доступу до безпечної питної води та основних санітарних умов». У 2015 році це було замінено Ціллю сталого розвитку 6 (ЦСР 6), яка полягає в «забезпеченні наявності та сталого управління водою та санітарією для всіх» до 2030 року. Щоб встановити точку відліку, з якої можна було б відстежувати прогрес у досягненні ЦСР, СПМ підготував «Прогрес у сфері питної води, санітарії та гігієни: Оновлення за 2017 рік і базові показники ЦСР».
СПМ відповідає за відстеження прогресу у досягненні двох цілей ЦСР 6, спрямованих на покращення стандартів послуг WASH. Крім того, JMP співпрацює з іншими організаціями та агенціями, відповідальними за моніторинг інших ЦСР, пов'язаних з WASH, зокрема цільової задачі 1.4 ЦСР щодо покращення доступу до базових послуг, цільової задачі ЦСР 3.9 щодо зменшення смертності та захворювань через небезпечну воду та цільової задачі 4.a ЦСР щодо створення та модернізація адекватних послуг WASH у школах.

## Аспекти здоров'я

Рівень смертності через небезпечну воду, санітарію та гігієну (WASH).

«F-діаграма» (фекалії, пальці, мухи, поля, рідини, їжа), що показує шляхи фекально-оральної передачі захворювання. Вертикальні сині лінії показують перешкоди: туалети, безпечну воду, гігієну та миття рук.

### WASH— тягар захворювань і травм
Вплив на здоров'я внаслідок відсутності безпечних систем санітарії належить до трьох категорій: прямий вплив (інфекції), наслідки (стани, викликані попередньою інфекцією) і загальне благополуччя.:2 Прямий вплив включає фекально-оральні інфекції (через фекально-оральний шлях), гельмінтози та хвороби, що переносяться комахами (див. також хвороби, що передаються через воду, які можуть забруднювати питну воду). Стани, викликані попередньою інфекцією, включають затримку в рості або затримку росту, наслідки затримки росту (утруднення пологів, низька вага при народженні), порушення когнітивних функцій, пневмонію (пов'язану з повторюваною діареєю у дітей, що недоїдають), анемію (пов'язану з інфекціями анкілостом). Третя категорія — це «загальний добробут», який включає: тривогу, сексуальне насильство (і пов'язані з цим наслідки), несприятливі результати пологів, а також довгострокові проблеми, такі як відсутність школи, бідність, зниження економічної продуктивності, антимікробна стійкість.
Відсутність чистої води та належних санітарних умов може призвести до забруднення питної води фекаліями та спричинити небезпечну для життя діарею немовлят. Більшість хвороб, які є наслідком відсутності санітарних умов, безпосередньо пов'язані з бідністю. Наприклад, відкрита дефекація — яка є найбільш екстремальною формою «відсутності санітарії» — є основним фактором, що викликає різні захворювання, особливо діарею та кишкові глистові інфекції.
У звіті Всесвітньої організації охорони здоров'я за 2019 рік зазначено, що «тягар хвороб, пов'язаних з WASH, становить 3,3 % глобальних смертей і 4,6 % глобальних DALY. Серед дітей віком до 5 років смертність, пов'язана з WASH, становить 13 % смертей і 12 % DALY. У 2016 році в усьому світі можна було б запобігти 1,9 мільйонам смертей і 123 мільйонам DALY за допомогою адекватної WASH». Попереднє дослідження 2002 року показало, що щороку до 5 мільйонів людей помирають від хвороб, які передаються через воду, яким можна запобігти.

#### Список захворювань
Дванадцять захворювань, пов'язаних з неадекватним WASH, де «популяційні частки» включають:
- Діарея
- Респіраторні інфекції
- Зараження гельмінтами, що передаються грунтом
- Малярія
- Трахома
- Шистосомоз
- Лімфатичний філяріатоз
- Онхоцеркоз
- Денге
- Японський енцефаліт
- Білково-енергетична недостатність
- Утоплення

Захворювання, де несприятливі наслідки для здоров'я або травми, пов'язані з неадекватним WASH, описані, але ще не визначені кількісно:
- Арсенікоз
- Флюороз
- Легіонельоз
- Лептоспіроз
- Гепатит А та Е
- Токсини ціанобактерій
- Свинцеве отруєння
- Короста
- Травма хребта
- Поліомієліт
- Хвороби новонароджених (див. також дитяча смертність) і наслідки для матерів (такі як материнська смертність)
- Інші хвороби, наприклад забуті тропічні хвороби

### Діарея, недостатнє харчування та затримка росту

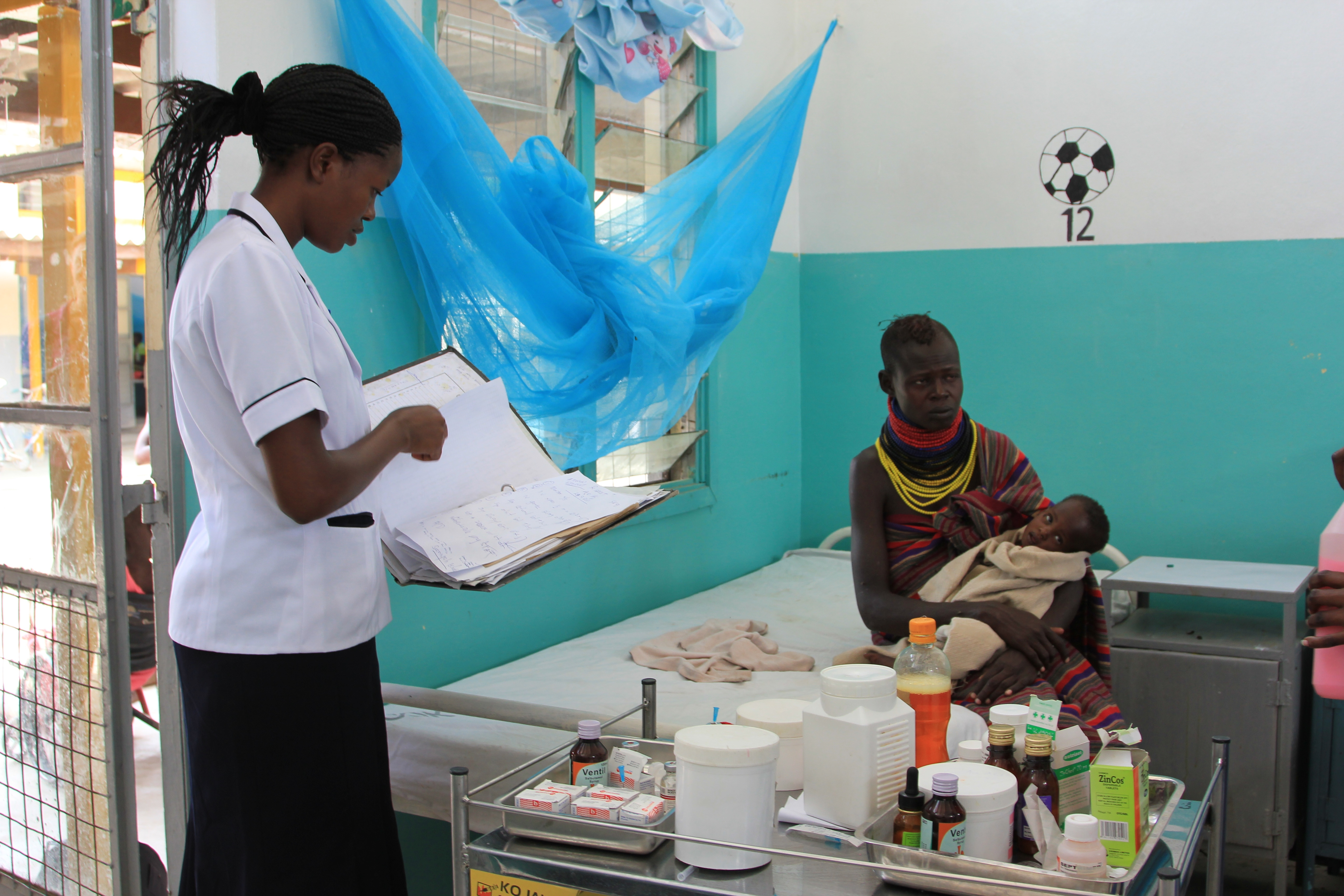
Дитина отримує лікування від недоїдання в Північній Кенії

Діарея переважно передається фекально-оральним шляхом. У 2011 році інфекційна діарея призвела до близько 0,7 мільйона смертей дітей віком до п'яти років і 250 мільйонів втрачених днів навчання. Це приблизно 2000 дитячих смертей на день. Діти, які страждають на діарею, більш вразливі до втрати ваги (через затримку росту). Це робить їх більш вразливими до інших захворювань, таких як гострі респіраторні інфекції та малярія. Хронічна діарея може мати негативний вплив на розвиток дитини (як фізичний, так і когнітивний).
Численні дослідження показали, що покращення питної води та санітарії WASH призводить до зниження ризику діареї. Такі покращення можуть включати, наприклад, використання фільтрів для води, забезпечення високоякісної водопровідної води та каналізаційних з'єднань. Діареї можна запобігти — і щорічно рятувати життя 525 000 дітей (оцінка на 2017 рік) — за допомогою покращення санітарних умов, чистої питної води та миття рук з милом. У 2008 році така ж цифра оцінювалася в 1,5 мільйона дітей.
За оцінками Всесвітньої організації охорони здоров'я в 2008 році, сукупність прямих і непрямих смертей від недоїдання, спричинених небезпечною практикою водопостачання, санітарії та гігієни (WASH), призвела до 860 000 смертей на рік серед дітей віком до п'яти років. Численні взаємозалежності між недоїданням та інфекційними захворюваннями дуже ускладнюють кількісну оцінку частки недоїдання, спричиненої інфекційними захворюваннями, які, у свою чергу, спричинені небезпечними методами WASH. Ґрунтуючись на експертних висновках і дослідженні літератури, дослідники ВООЗ дійшли висновку, що приблизно половина всіх випадків недоїдання (що часто призводить до затримки росту) у дітей віком до п'яти років пов'язана з повторюваною діареєю або кишковими глистовими інфекціями внаслідок вживання небезпечної води., неналежні санітарні умови або недостатня гігієна.
Діарея, також пишеться як діарея або діарея, — це стан щонайменше трьох рідких, рідких або водянистих випорожнень щодня. Це часто триває кілька днів і може призвести до зневоднення через втрату рідини. Ознаки зневоднення часто починаються з втрати нормальної еластичності шкіри та дратівливості. Це може прогресувати до зменшення сечовипускання, втрати кольору шкіри, прискореного серцебиття та зниження реагування, коли воно стає більш серйозним. Рідкий, але неводянистий стілець у немовлят, які живуть виключнона грудному вигодовуванні, однак, це нормально.
Найпоширенішою причиною є кишкова інфекція, спричинена вірусом, бактерією чи паразитом — стан, також відомий як гастроентерит. Ці інфекції часто отримують через їжу чи воду, які були забруднені фекаліями, або безпосередньо від іншої інфікованої людини. Три типи діареї: короткочасна водяниста діарея, короткочасна кривава діарея та стійка діарея (тривалістю більше двох тижнів, яка може бути водянистою або кривавою). Короткочасна водяниста діарея може бути спричинена холерою, хоча це рідко трапляється в розвиненому світі. Якщо є кров, це також відоме як дизентерія. Ряд неінфекційних причин може призвести до діареї. [52] До них належать непереносимість лактози, синдром подразненого кишечника, чутливість до глютену, не пов'язана з целіакією, целіакія, запальні захворювання кишечника, такі як виразковий коліт, гіпертиреоз, діарея жовчних кислот і низка ліків. У більшості випадків посів калупідтверджувати точну причину не потрібно.

### Забуті тропічні хвороби
Приблизно два мільярди людей у всьому світі заражені гельмінтами, що передаються через грунт. Цей тип кишкової глистової інфекції передається через яйця глистів у фекаліях, які, у свою чергу, забруднюють ґрунт у місцях із поганими санітарними умовами.
Водопостачання, санітарія та гігієна допомагають запобігти багатьом забутим тропічним захворюванням (ЗТЗ), наприклад, гельмінтозам, що передаються через ґрунт. Інтегрований підхід до ЗТЗ та WASH приносить користь як секторам, так і громадам, яким вони прагнуть служити. Це особливо вірно в регіонах, які є ендемічними з більш ніж однією ЗТЗ.
У серпні 2015 року Всесвітня організація охорони здоров'я (ВООЗ) оприлюднила глобальну стратегію та план дій щодо інтеграції WASH з іншими втручаннями у сфері громадського здоров'я з метою прискорення ліквідації ЗТЗ. План спрямований на посилення контролю або усунення певних ЗТЗ у певних регіонах до 2020 року. Це стосується основних етапів дорожньої карти ЗТЗ, які включали, наприклад, викорінення дракункулезу до 2015 року та фрамбезії до 2020 року, усунення трахоми та лімфатичних філяріозів як проблем охорони здоров'я до 2020 року, посилений контроль за лихоманкою денге, шистосомозом і гельмінтозами, що передаються через ґрунт. План складається з чотирьох стратегічних цілей: підвищення обізнаності про переваги спільних дій WASH і ЗТЗ; моніторинг дій WASH та ЗТЗдля відстеження прогресу; посилення доказів того, як забезпечити ефективне втручання WASH; а також планування, виконання та оцінка програм WASH і ЗТЗ із залученням усіх зацікавлених сторін. Метою є використання синергії між програмами WASH та ЗТЗ.

### Докази щодо наслідків для здоров'я
Ефективна санітарія відокремлює людські екскременти від контакту з людьми, і це може запобігти багатьом захворюванням, таким як (але не тільки) хвороби, що передаються через воду. В академічній літературі точаться дискусії щодо ефективності впровадження програм WASH у країнах із низьким і середнім рівнем доходу щодо результатів для здоров'я. Багато досліджень надають докази низької якості щодо причинно-наслідкового впливу програм WASH на цікаві результати для здоров'я. Природа втручань WASH така, що високоякісні випробування, такі як рандомізовані контрольовані дослідження (РКД), є дорогими, важкими та в багатьох випадках неетичними. Причинно-наслідковий вплив таких досліджень, таким чином, схильний до упередженості через залишкову плутанину.  Сліпі дослідження втручань WASH також створюють етичні проблеми та труднощі, пов'язані із впровадженням нових технологій або зміною поведінки без відома учасників. Більше того, вчені припускають необхідність довгострокових досліджень ефективності технологій, детальнішого аналізу санітарних втручань і досліджень комбінованих ефектів від багатьох втручань, щоб точніше оцінити результати WASH для здоров'я.
Багато вчених намагалися узагальнити дані про втручання WASH з обмеженої кількості високоякісних досліджень. Гігієнічні заходи, зокрема ті, що зосереджені на пропаганді миття рук, виявляються особливо ефективними для зниження захворюваності. Мета-аналіз літератури показав, що миття рук знижує відносний ризик діареї приблизно на 40 %. Так само було виявлено, що пропаганда миття рук пов'язана зі зниженням захворюваності на 47 %. Однак проблемою з дослідженнями поведінкових втручань WASH є нездатність забезпечити дотримання таких втручань, особливо коли дослідження покладаються на самозвіти про частоту захворювань. Це заважає дослідникам зробити висновок про причинно-наслідковий зв'язок між зниженням захворюваності та втручанням. Наприклад, дослідники можуть дійти висновку, що навчання спільнот щодо миття рук є ефективним у зменшенні захворювань, але не можуть зробити висновок, що миття рук зменшує захворювання. Водопостачання в місці використання та заходи щодо якості води в місці використання також показують подібну ефективність до миття рук, причому ті, які включають забезпечення безпечних контейнерів для зберігання, демонструють посилене зниження захворювань у немовлят.
Конкретні види проектів покращення якості води можуть мати захисний ефект щодо захворюваності та смертності. Рандомізоване контрольне дослідження в Індії дійшло висновку, що надання таблеток хлору для покращення якості води призвело до зниження захворюваності на 75 %.  холери серед досліджуваної популяції. Квазірандомізоване дослідження історичних даних зі Сполучених Штатів також виявило, що впровадження технологій чистої води у великих містах спричинило майже половину зниження загальної смертності та понад три чверті зниження дитячої смертності. Розповсюдження продуктів, що містять хлор, або інших засобів для дезінфекції води для використання вдома може зменшити випадки діареї. Проте більшість досліджень щодо втручань із покращення якості води страждають від залишкових змішувань або поганого дотримання досліджуваного механізму. Наприклад, дослідження, проведене в Непалі, показало, що дотримання вимог щодо використання таблеток хлору або розчину хлору для очищення води становило лише 18,5 % домогосподарств, які брали участь у програмі. Дослідження програми хлорування колодязів у Гвінеї-Бісау в 2008 році показало, що сім'ї перестали обробляти воду в домогосподарствах через програму, яка, як наслідок, підвищила ризик холери. Було зроблено висновок, що хлорування свердловин без належної реклами та освіти призвело до помилкового відчуття безпеки.
Дослідження впливу одних лише санітарних заходів на здоров'я проводяться рідко. Коли дослідження дійсно оцінюють заходи санітарії, вони здебільшого включаються як частина пакету різних заходів. Зведений аналіз обмеженої кількості досліджень санітарних заходів показує, що покращення санітарних умов має захисний ефект для здоров'я. Було також встановлено, що фінансоване ЮНІСЕФ санітарне втручання (укомплектоване ширшим втручанням WASH) має захисний вплив на захворюваність на діарею дітей віком до п'яти років, але не на захворюваність на діарею в домашніх умовах.

### Додаткові ризики для здоров'я жінки
Жінки, як правило, стикаються з вищим ризиком захворювань через обмежений доступ до WASH. Вагітним жінкам важко ходити до місця збору води та назад. Вживання нечистої води, що призводить до інфікування плода, є причиною 15 % смертей жінок під час вагітності у всьому світі. Захворювання та захворювання, які можуть виникнути через погане дотримання гігієни менструального циклу, стають більш імовірними, коли немає чистої води та туалетів. У Бангладеш та Індії жінки покладаються на старі тканини, щоб вбирати менструальну кров, і використовують воду, щоб очистити їх і використовувати повторно. Не маючи доступу до чистої води та засобів гігієни, ці жінки відчувають непотрібні проблеми зі здоров'ям у зв'язку з менструаціями.

### Ризики для здоров'я санітарних працівників
До питань безпеки та гігієни праці санітарних працівників належать: захворювання, пов'язані з контактом з виділеннями; травми, пов'язані з фізичними зусиллями при видобутку та транспортуванні відходів, у тому числі падіння з висоти ; травми, пов'язані з порізами нефекальними відходами (наприклад, скло або голки), викинутими в унітаз. Існують також загальні небезпеки роботи в замкнутих просторах, включаючи брак кисню.
Багато санітарних працівників у країнах, що розвиваються, працюють без будь-яких засобів індивідуального захисту (ЗІЗ) і без офіційного навчання або без нього.:9  Фізичні та медичні стани, безпосередньо пов'язані з санітарними роботами, які виконуються небезпечно, можуть включати: «головні болі, запаморочення, лихоманку, втома, астму, гастроентерит, холеру, черевний тиф, гепатит, поліомієліт, криптоспоридіоз, шистосомоз, ока та шкіри опіки та інші подразнення шкіри, захворювання опорно-рухового апарату (включаючи біль у спині), колоті рани та порізи, тупа сила».:8

## У не побутових умовах
Недомашні умови для WASH включають наступні шість типів: школи, медичні заклади, робочі місця (включаючи в'язниці), місця тимчасового користування, масові скупчення та переселене населення.

### У школах

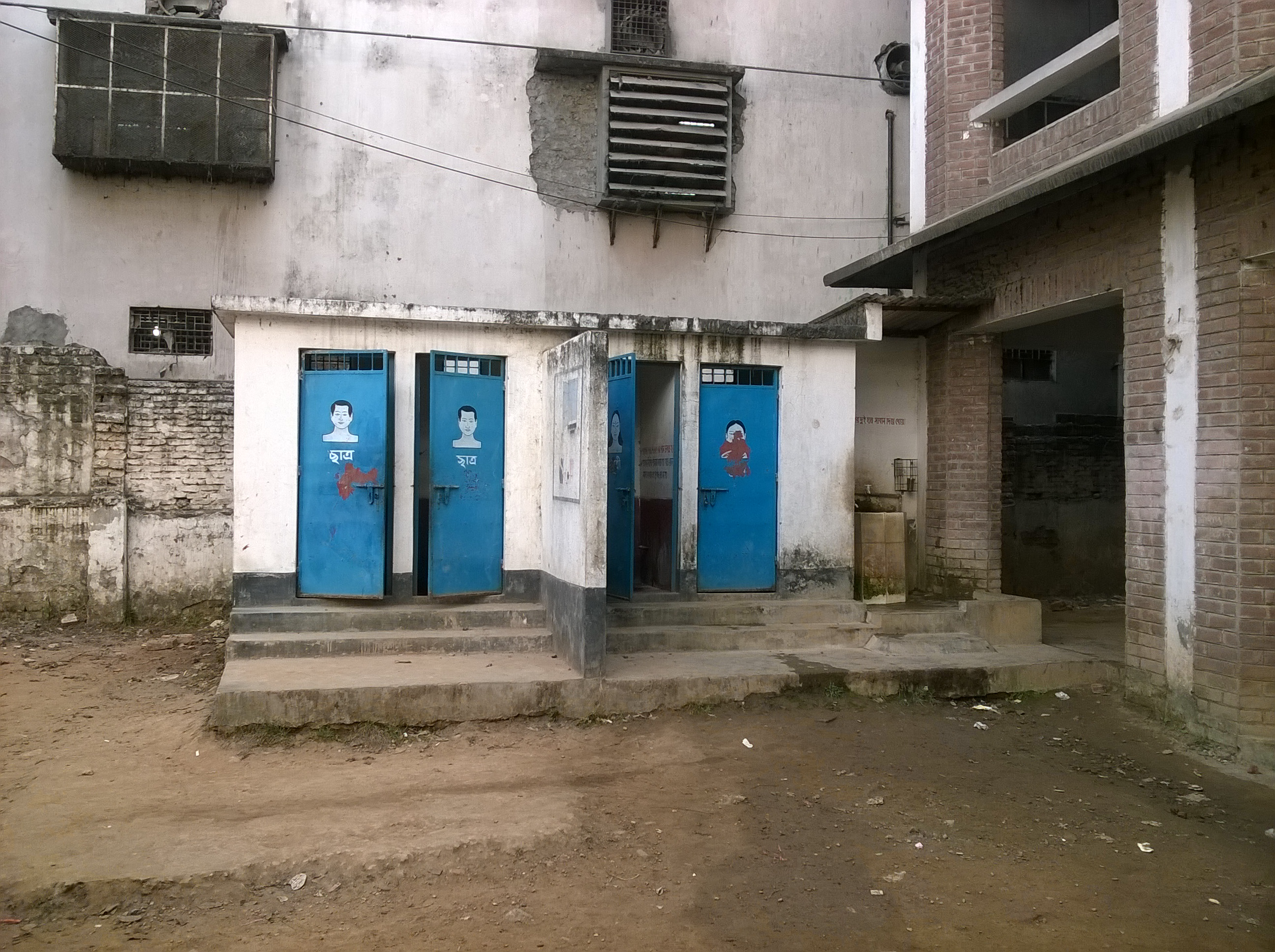
Шкільні туалети в державній середній школі Шахіда Монумії, Теджгаон, Дакка, Бангладеш)

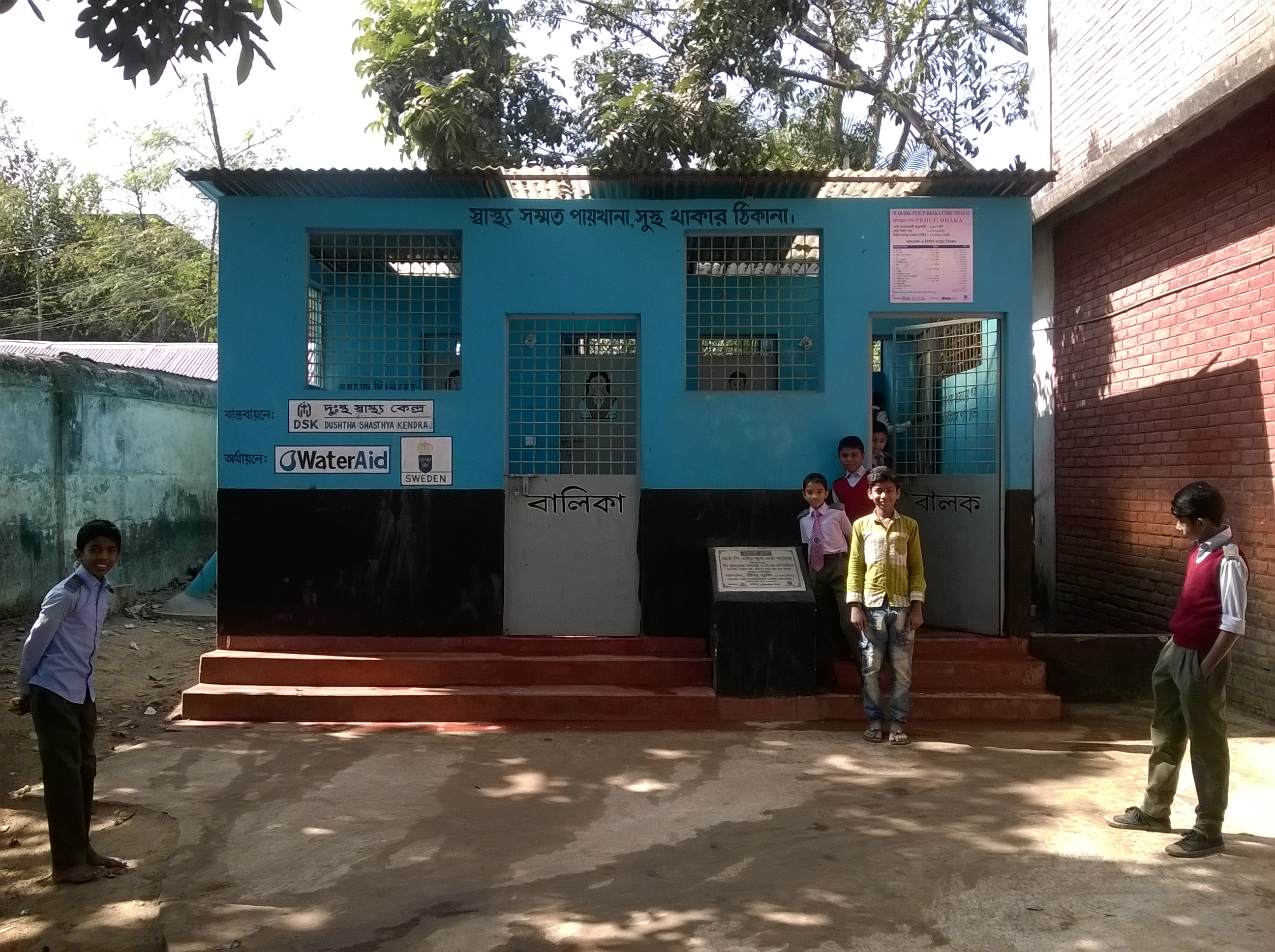
Шкільний туалет у школі та коледжі IPH, Мохахалі, Дакка, Бангладеш)

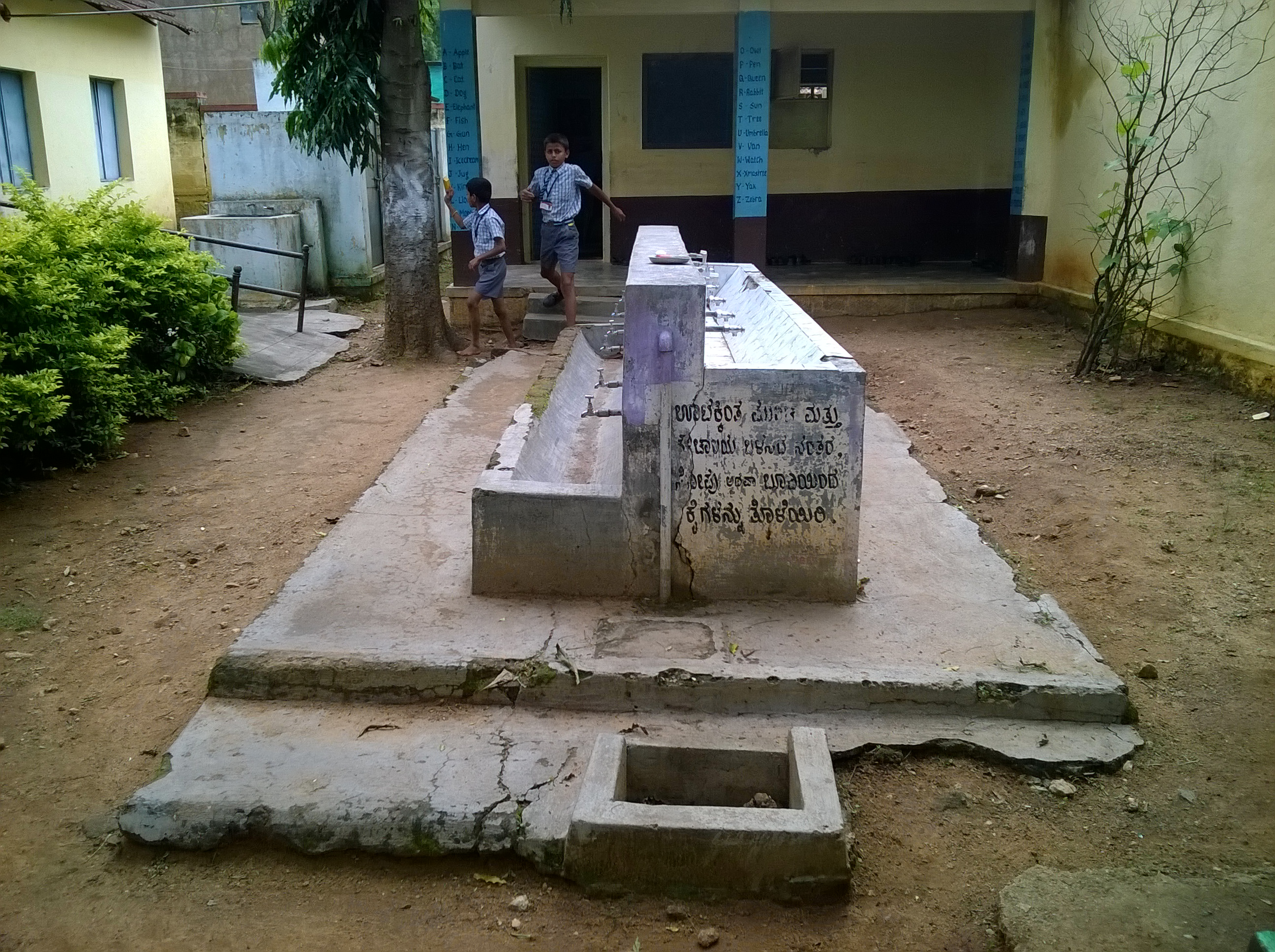
Стенди для миття рук у школі в районі Майсур, штат Карнатака, Індія

Більше половини всіх початкових шкіл у країнах, що розвиваються, за наявними даними, не мають належного водопостачання, а майже дві третини не мають відповідних санітарних умов. Навіть там, де заклади є, вони часто перебувають у поганому стані. Діти можуть більш повно брати участь у школі, коли є кращий доступ до води.:24
Відсутність засобів WASH може перешкодити учням відвідувати школу, особливо ученицям. Суворі культурні табу на менструацію, які існують у багатьох суспільствах, у поєднанні з відсутністю послуг з контролю менструальної гігієни в школах призводять до того, що дівчата не відвідують школу під час менструації.
Причини відсутності або поганого обслуговування водопостачання та санітарії в школах у країнах, що розвиваються, включають відсутність міжгалузевої співпраці; відсутність співпраці між школами, громадами та різними рівнями влади; а також відсутність лідерства та підзвітності.

#### Результати покращення WASH у школах
WASH у школах, який іноді називають SWASH або WinS, значно зменшує захворювання, пов'язані з гігієною, підвищує відвідуваність учнів і сприяє повазі гідності та гендерній рівності. WASH у школах сприяє створенню здорового, безпечного та безпечного шкільного середовища, яке може захистити дітей від небезпеки для здоров'я, жорстокого поводження та відчуження. Це також дає змогу дітям стати агентами змін для покращення водопостачання, санітарії та гігієни у їхніх сім'ях та громадах.
У 2017 році було проаналізовано дані з понад 10 000 шкіл Замбії, які підтвердили, що покращення санітарних умов у школах корелювало з високим співвідношенням охоплення дівчат і чоловіків, а також зниженням показників повторення та відсіву, особливо дівчат. Таким чином, дослідження підтвердило зв'язок між достатніми туалетами в школах і освітнім прогресом дівчат.

#### Методи покращення WASH у школах
Методи покращення ситуації з інфраструктурою WASH у школах включають на політичному рівні: розширення фокусу освітнього сектору, створення систематичної системи забезпечення якості, розумний розподіл і використання коштів. Інші практичні рекомендації включають: мати чітку та систематичну стратегію мобілізації, підтримувати освітній сектор для зміцнення міжгалузевого партнерства, запровадити постійну систему моніторингу, яка знаходиться в освітньому секторі, навчати освітян і співпрацювати з керівництвом школи.
Підтримка, яку агентства розвитку надають уряду на національному, штатному та районному рівнях, допомагає поступово створити те, що зазвичай називають сприятливим середовищем для WASH у школах. Це включає розумну політику, відповідну стратегію, забезпечену ресурсами, і ефективне планування. Такі зусилля необхідно підтримувати протягом тривалих періодів часу, оскільки міністерства та департаменти освіти є дуже великими організаціями, які, як правило, виявляють велику інертність і повільно реформуються.
Успіх також залежить від керівництва на місцевому рівні та справжньої колективної відданості зацікавлених сторін школи розвитку школи. Розвиток людського та соціального капіталу серед основних зацікавлених сторін школи є важливим. Це стосується учнів та їх представницьких гуртків, директора, вчителів та батьків. Крім того, інші зацікавлені сторони повинні бути залучені до своєї прямої сфери впливу, такі як: члени громади, громадські організації, посадові особи освіти, місцеві органи влади.

#### Групове миття рук

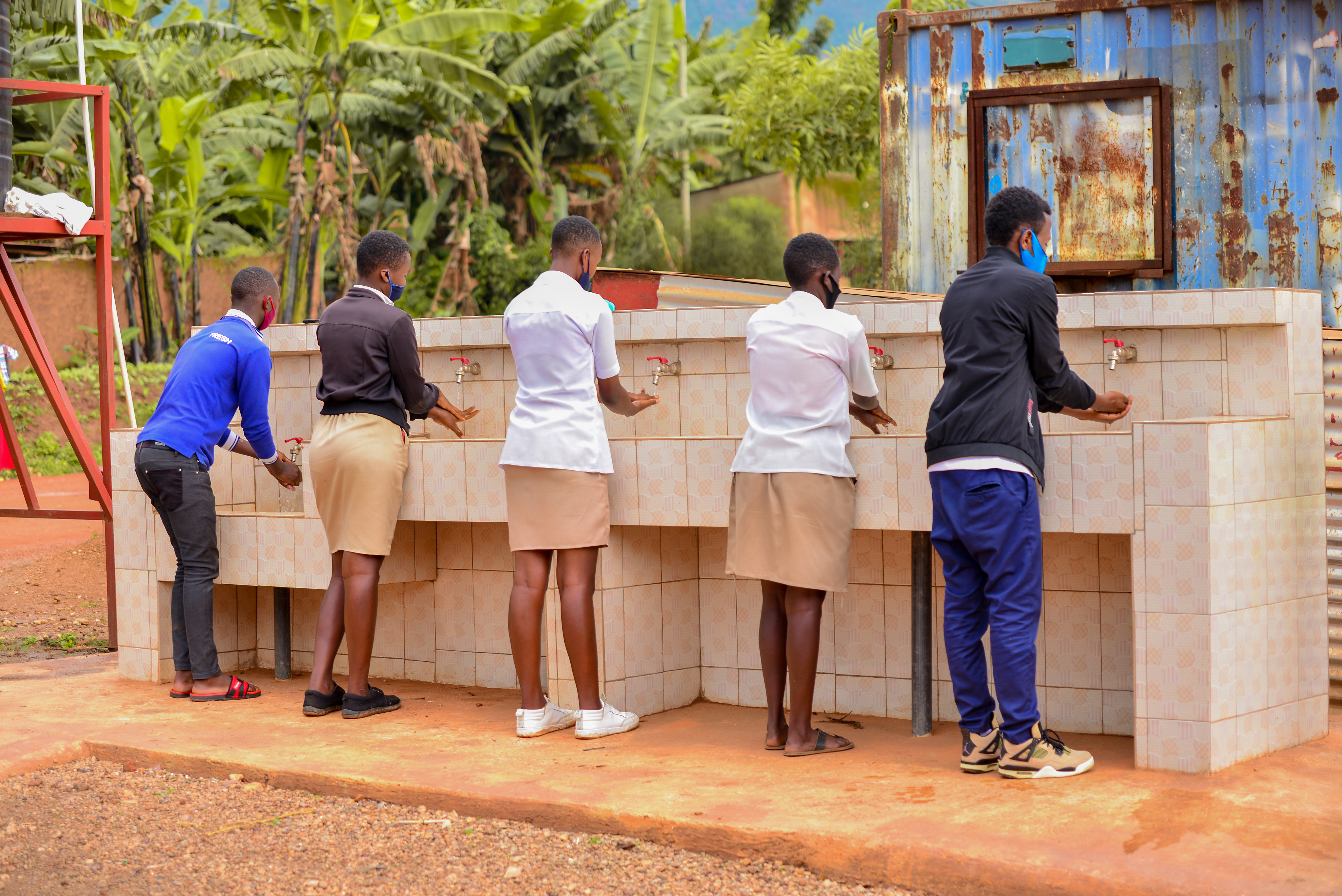
Громадський пункт миття рук у Руанді з раковинами для людей різного зросту. Під час пандемії COVID-19 у Руанді миття рук було частиною системи заходів громадської охорони здоров'я, спрямованих на зменшення передачі інфекції.

Щоденне групове миття рук під наглядом у школах є ефективною стратегією формування хороших гігієнічних звичок, яка потенційно може призвести до позитивних результатів у здоров'ї та навчанні дітей. Це, наприклад, реалізовано в «Програмі основного медичного обслуговування» Департаментом освіти Філіппін. Масова дегельмінтизація двічі на рік, доповнена щоденним миттям рук з милом і щоденним чищенням зубів із застосуванням фтору, є основою цієї національної програми. Це також було успішно реалізовано в Індонезії.

### У закладах охорони здоров'я

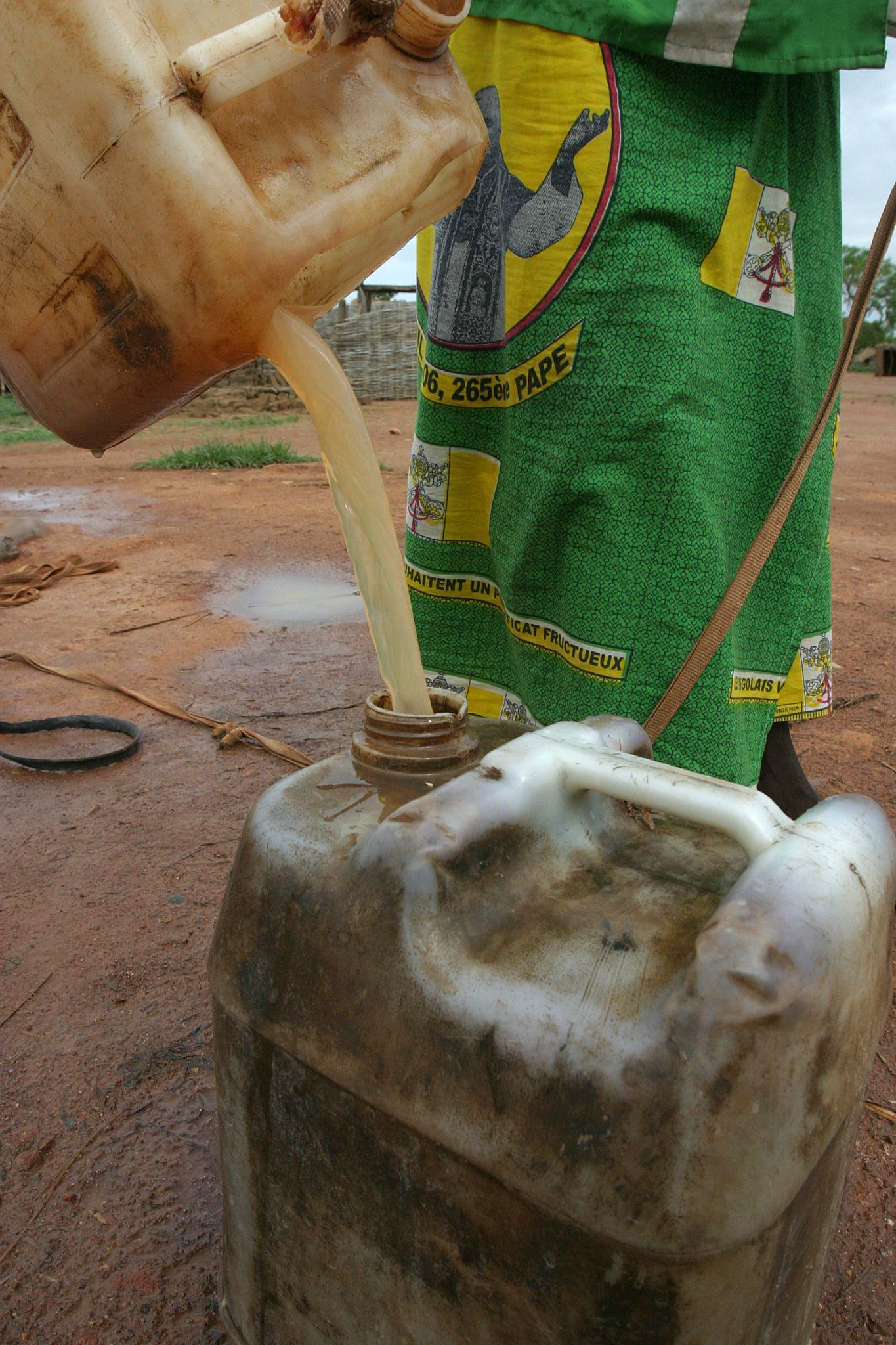
Жінка наповнює каністру небезпечною питною водою біля колодязя Боромата в Центральноафриканській Республіці.

Забезпечення належної води, санітарії та гігієни є важливою частиною надання основних медичних послуг у закладах охорони здоров'я. WASH у закладах охорони здоров'я допомагає запобігти поширенню інфекційних захворювань, а також захищає персонал і пацієнтів. Послуги WASH в медичних закладах у країнах, що розвиваються, зараз часто відсутні.
За даними Всесвітньої організації охорони здоров'я, дані з 54 країн із низьким і середнім рівнем доходу, що представляють 66 101 медичний заклад, показують, що 38 % медичних закладів не мають покращених джерел води, 19 % не мають покращених санітарних умов, а 35 % не мають доступу до води та мила для миття рук. Відсутність основних зручностей WASH ставить під загрозу здатність надавати звичайні послуги та перешкоджає здатності запобігати та контролювати інфекції. Забезпечення водою медичних закладів було найнижчим в Африці, де 42 % медичних закладів не мають покращеного джерела води на місці або поблизу. Забезпечення санітарними умовами є найнижчим в Америці, де 43 % медичних закладів не мають належних послуг.
У 2019 році ВООЗ підрахувала, що: «Кожен четвертий заклад охорони здоров'я не має базових послуг водопостачання, а кожен п'ятий не має жодної санітарної служби, що впливає на 2,0 і 1,5 мільярда людей відповідно». Крім того, за оцінками, «заклади охорони здоров'я в країнах з низьким рівнем доходу мають принаймні в три рази більшу ймовірність відсутності водопостачання, ніж заклади з більш високими ресурсами». Вважається, що це сприяє тому факту, що материнський сепсис вдвічі більший у країнах, що розвиваються, ніж у країнах з високим рівнем доходу.:vii
Перешкоди для забезпечення WASH у закладах охорони здоров'я включають: неповні стандарти, неадекватний моніторинг, бюджетування, пов'язане з конкретними захворюваннями, обмеження робочої сили, погану інфраструктуру WASH.:14
Удосконалення стандартів WASH у закладах охорони здоров'я має керуватися національною політикою та стандартами, а також виділеним бюджетом для покращення та підтримки послуг. Існує низка рішень, які можуть значно покращити здоров'я та безпеку як пацієнтів, так і постачальників послуг у закладах охорони здоров'я:
- Наявність безпечної води для пиття, а також для використання під час хірургії та пологів, приготування їжі, купання та душу: існує потреба в покращенні систем водяних насосів у медичних установах.
- Необхідно запровадити покращену практику миття рук серед медичного персоналу. Для цього потрібні функціональні станції для миття рук у стратегічних точках надання медичної допомоги в медичних закладах, тобто в пунктах надання медичної допомоги та в туалетах.
- Управління системою утилізації: належне поводження з медичними відходами та безпечна утилізація екскрементів і стічних вод має вирішальне значення для запобігання поширенню хвороб.
- Пропаганда гігієни для пацієнтів, відвідувачів та персоналу.
- Доступні та чисті туалети, розділені за статтю, у достатній кількості для персоналу, пацієнтів і відвідувачів.

Покращення доступу до засобів для миття рук і санітарних засобів у закладах охорони здоров'я значно знизить рівень інфекції та смертності, особливо у сфері охорони здоров'я матері та дитини.

### У тюрмах
У країнах, що розвиваються, тюремні будівлі дуже часто переповнені та напівзруйновані.:12 У доповіді МКЧХ зазначено, що «заходи, спрямовані на позбавлення свободи, у жодному разі, незалежно від обставин, не повинні посилюватися поводженням або матеріальними умовами тримання під вартою, які принижують гідність і права особи».:12 Системи водопостачання та санітарні умови у в'язницях часто недостатні для задоволення потреб ув'язнених у випадках, коли кількість ув'язнених перевищує місткість в'язниці. Надмірне використання об'єктів призводить до швидкого псування.
Бюджет, який держава виділяє на пенітенціарні установи, часто недостатній для забезпечення потреб ув'язнених у харчуванні та медичному обслуговуванні, не кажучи вже про утримання водопостачання та санітарії.:12 Проте, навіть з обмеженими коштами, можна підтримувати або відновлювати занепадаючу інфраструктуру за допомогою правильних підходів до планування та відповідних недорогих варіантів водопостачання та каналізації.

## Вплив на жінок
Вплив на жінок і дівчат через відсутність належних приміщень включає тягар часу, необхідного для збору води з віддалених джерел води, коли в приміщенні немає доступу до води, а також особливі потреби в гігієні та конфіденційності, пов'язані з сечовипусканням, менструацією, вагітністю і народженням. Оскільки біологічні чоловіки та хлопчики не мають менструацій і можуть, як правило, мочитися просто неба, не ризикуючи власним здоров'ям і безпекою, у них набагато рідше виникає потреба відвідувати потенційно брудну туалетну кабінку чи вуличний туалет (для дефекації). Існують також обмежувальні гендерні норми для професій, пов'язаних з водою. Насильство над жінками є ще однією проблемою, яка може виникати через те, що жінкам, щоб отримати доступ до води чи туалетів, доводиться залишати приміщення та долати певні відстані, часто самі або в темряві.

### Час, необхідний для збору води

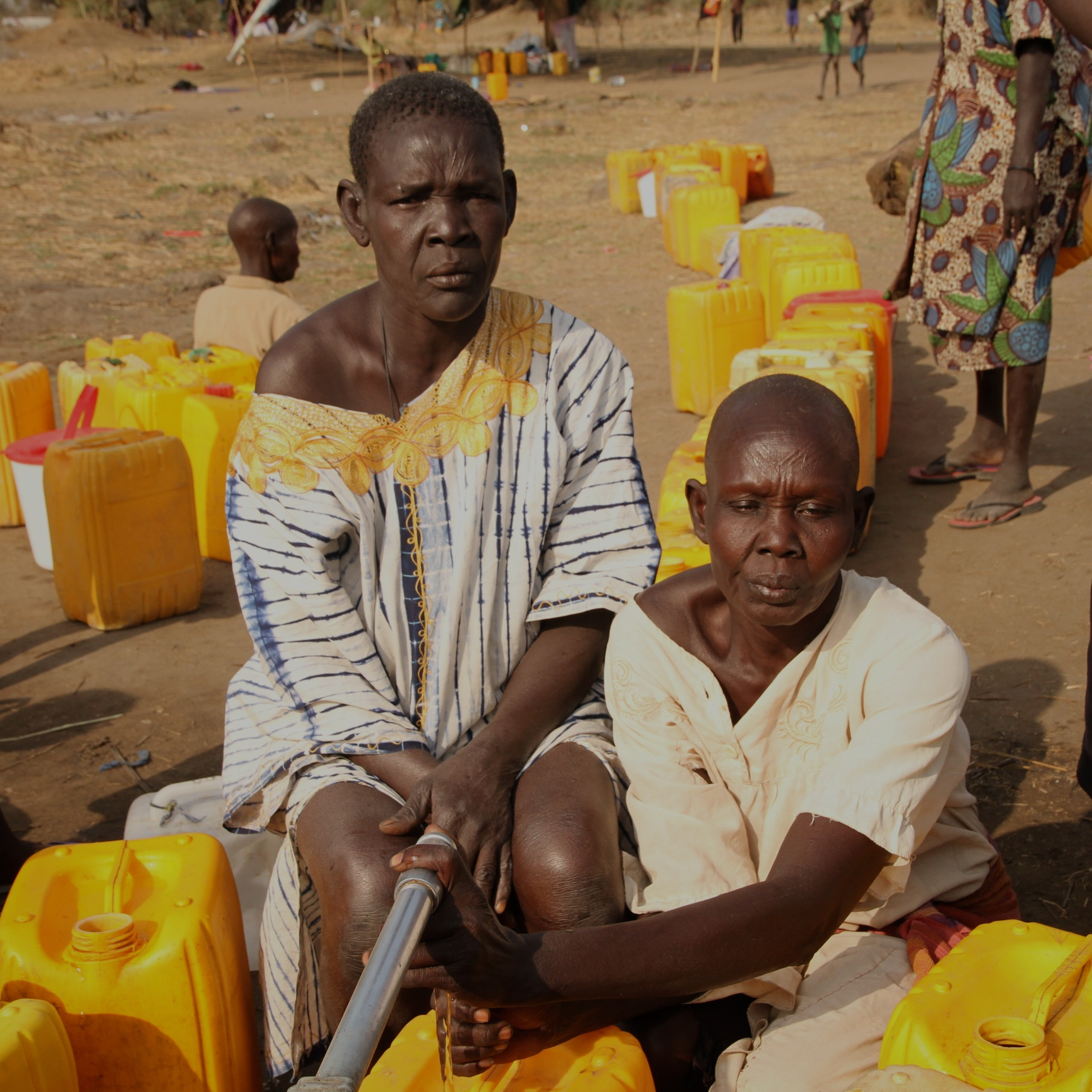
Дві години в черзі, щоб набрати води з водостоку

Відсутність доступної, достатньої, чистої та недорогої води має негативний вплив, зокрема на жінок у країнах, що розвиваються . За оцінками, 263 мільйони людей у всьому світі витратили більше 30 хвилин на поїздку туди й назад, щоб набрати води з покращеного джерела.:3 В Африці на південь від Сахари жінки та дівчата несуть ємності з водою в середньому три милі щодня, витрачаючи 40 мільярдів годин на рік на збір води (пішки до джерела води, очікування в черзі, повернення). :14 Час для збору води може прийти за рахунок освіти, діяльності, що приносить прибуток, культурної та політичної участі, а також відпочинку та розваг.:2 Наприклад, у районах Найробі з низьким рівнем доходу жінки несуть 44-фунтові контейнери з водою назад до своїх домівок, чекаючи та набираючи води, їм потрібно від години до кількох годин.:733
У багатьох країнах світу отримання та постачання води вважається «жіночою роботою», тому стать і доступ до води тісно пов'язані.:256 У менш розвинутих країнах збирання води та постачання її сім'ям залишається переважно жіночим завданням.:256 Ця водна робота також є переважно неоплачуваною домашньою роботою, що базується на патріархальних гендерних нормах і часто пов'язана з домашньою роботою, такою як прання, приготування їжі та догляд за дітьми.:5 До територій, де збирання води покладаються переважно на жінок, належать країни Африки, Південної Азії та Близького Сходу.:4

### Гендерні норми професій
Ґендерні норми можуть негативно вплинути на те, як чоловіки та жінки отримують доступ до води через такі очікування щодо поведінки за ґендерною ознакою. Наприклад, коли збирання води є обов'язком жінки, чоловіки, які збирають воду, можуть зіткнутися з дискримінацією через виконання, як їм здається, жіночої роботи. Жінки, ймовірно, будуть утримуватися від роботи у водопровідних службах у країнах, що розвиваються, тому що «соціальні норми передбачають, що це сфера роботи, яка їм не підходить, або що вони не здатні працювати добре».:13 Тим не менш, дослідження, проведене Світовим банком у 2019 році, показало, що за останні кілька років частка жінок-професіоналів у сфері водних ресурсів зросла.:x
У багатьох суспільствах завдання миття туалетів покладається на жінок або дітей, що може підвищити ризик їхнього захворювання.:19

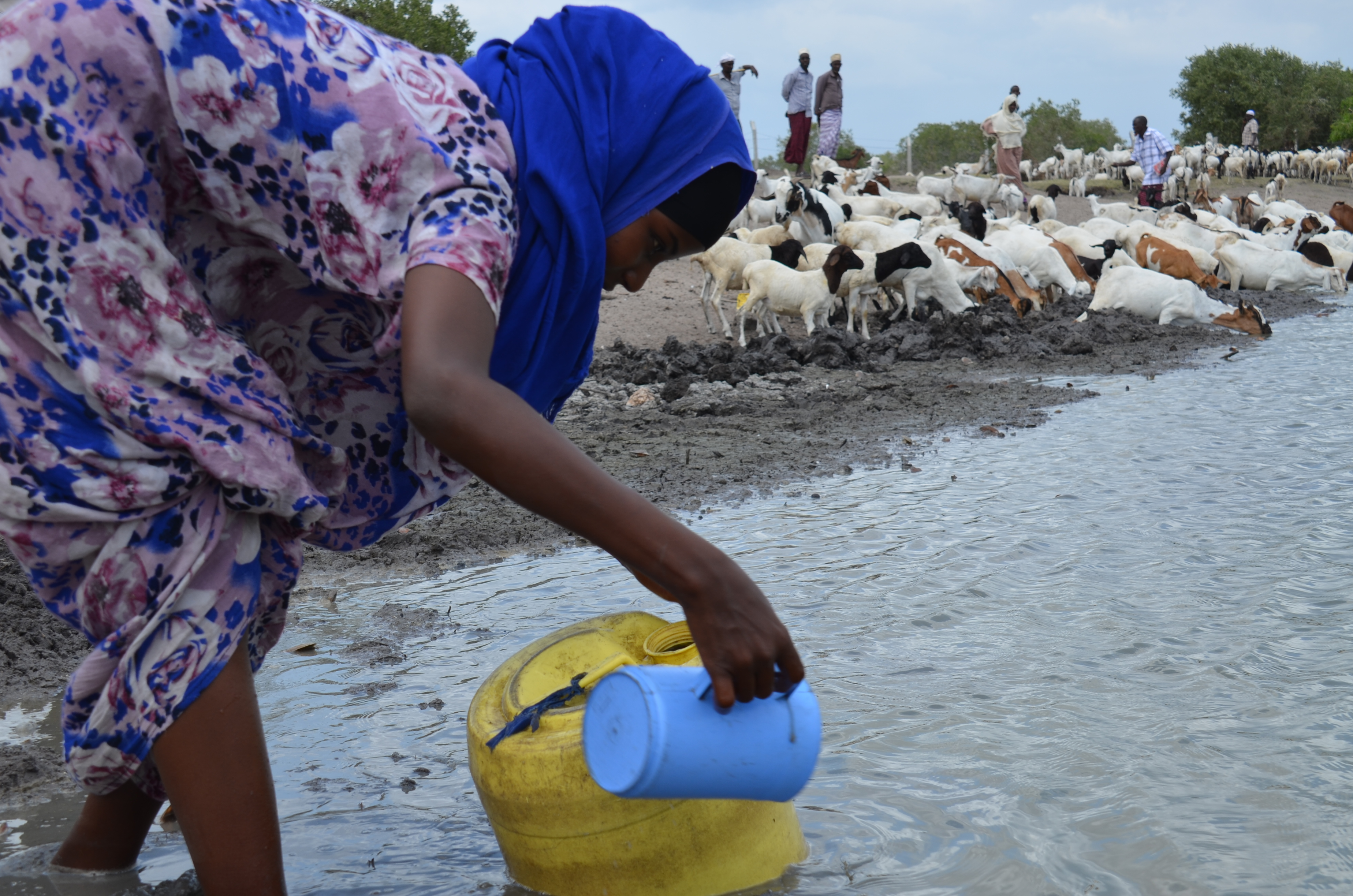
Жінка збирає воду в Кенії.

Багато організацій із захисту прав жінок і водних ресурсів визнали приватизацію води проблемою, іноді заявляючи про негативні наслідки, які стосуються саме жінок.

### Насильство над жінками
Жінки та дівчата зазвичай несуть відповідальність за збір води, що часто займає багато часу та праці, а також може бути небезпечним для них. Жінки та дівчата, які збирають воду, також можуть зіткнутися з фізичним і сексуальним насильством (насильство над жінками). Це включає вразливість до зґвалтувань під час збору води з віддалених районів, домашнє насильство через кількість зібраної води та бійки через брак води. Дослідження в Індії, наприклад, виявило, що жінки відчували сильний страх перед сексуальним насильством, коли отримували доступ до послуг водопостачання та каналізації. Подібне дослідження в Уганді також виявило, що жінки повідомили, що відчувають небезпеку для своєї безпеки під час подорожі до туалету, особливо вночі.

## Виклики

### Міські райони з низьким доходом
Частково причиною повільного прогресу в галузі санітарії може бути «урбанізація бідності», оскільки бідність дедалі більше концентрується в міських районах. Міграція до міських районів, що призводить до більш щільних кластерів бідності, створює проблему для санітарних інфраструктур, які спочатку не були розроблені для обслуговування такої кількості домогосподарств, якщо вони взагалі існували.
Існує три основні перешкоди для покращення міських послуг у нетрях. По-перше, недостатня пропозиція, особливо мережевих послуг. По-друге, зазвичай існують обмеження попиту, які обмежують доступ людей до цих послуг (наприклад, через низьку готовність платити). По-третє, існують інституційні обмеження, які заважають бідним отримати доступ до належних міських послуг.

### Забруднення води

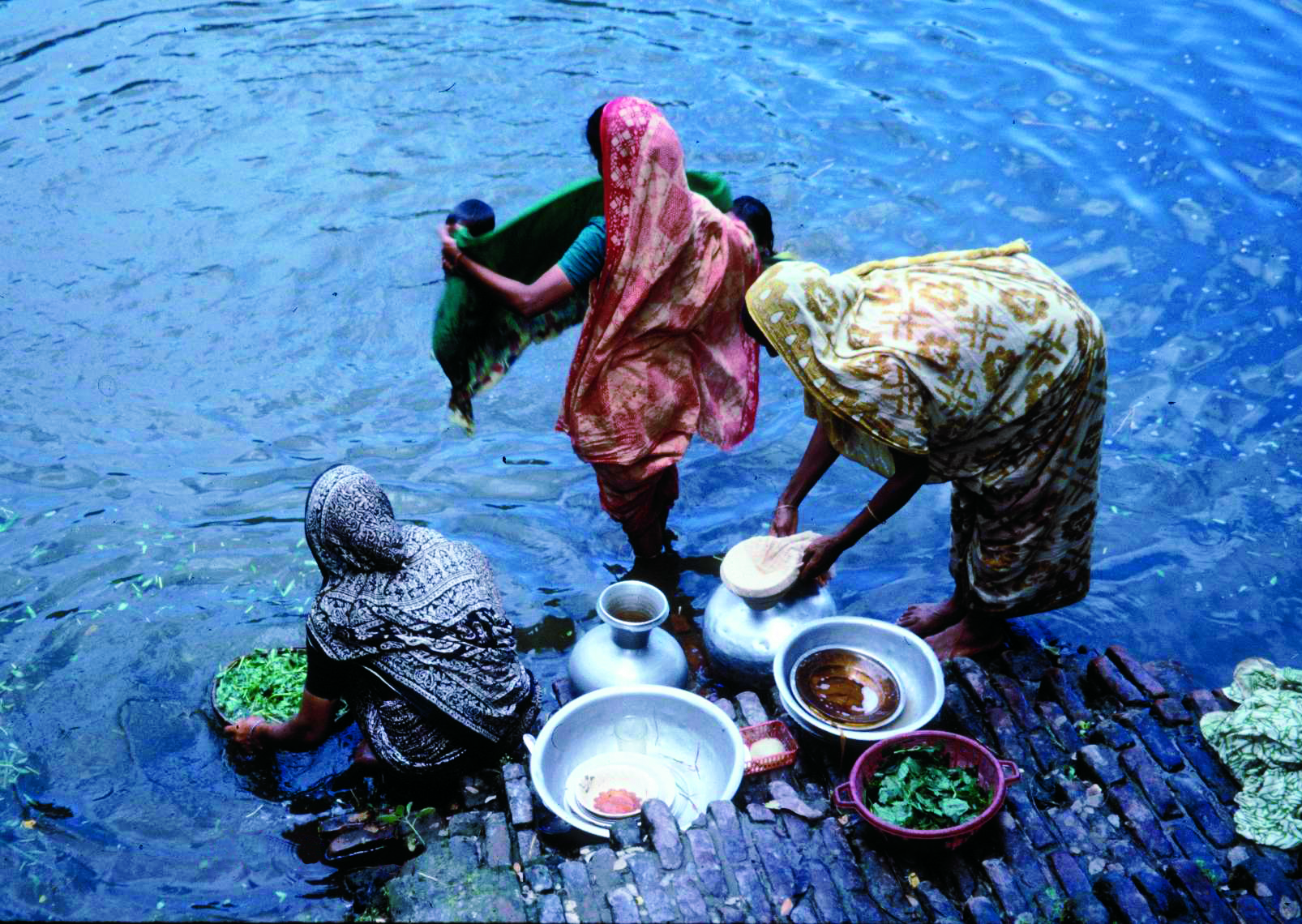
Жінки біля сільського ставка в Матлабі, Бангладеш: жінка праворуч ставить фільтр сарі на каструлю для збору води (або калаш), щоб фільтрувати воду для пиття.

До джерел водопостачання належать поверхневі та підземні води. Ці важливі водні ресурси часто знаходяться під загрозою забруднення або надмірного використання.
Забруднення води (або забруднення води) — це забруднення водойм, зазвичай внаслідок діяльності людини, що негативно впливає на їх використання.  До водних тіл належать озера, річки, океани, водоносні горизонти, резервуари та підземні води. Забруднення води виникає, коли забруднювачі змішуються з цими водоймами. Забруднювачі можуть надходити з одного з чотирьох основних джерел: скиди стічних вод, промислова діяльність, сільськогосподарська діяльність і міські стоки, включаючи дощову воду. Забруднення води — це забруднення поверхневих або підземних вод. Така форма забруднення може призвести до багатьох проблем, таких як деградація водних екосистем або поширення хвороб, що передаються через воду, коли люди використовують забруднену воду для пиття чи зрошення. Інша проблема полягає в тому, що забруднення води зменшує екосистемні послуги (такі як забезпечення питною водою), які водні ресурси забезпечували б інакше.
Забруднення підземних вод (також зване забрудненням підземних вод) відбувається, коли забруднюючі речовини викидаються на землю та потрапляють у підземні води . Цей тип забруднення води також може виникнути природним шляхом через наявність незначної та небажаної складової, забруднювача або домішки в підземних водах, і в цьому випадку його швидше називають забрудненням, а не забрудненням. Забруднення підземних вод може відбуватися через каналізаційні системи на місці, фільтрат зі звалищ, стоки з очисних споруд, витоки каналізації, автозаправні станції, гідравлічний розрив пласта (фрекінг) або від надмірного застосування добрив у сільському господарстві. Забруднення (або зараження) також може виникнути через природні забруднення, такі як миш'як або фторид. Використання забруднених підземних вод створює небезпеку для здоров'я населення через отруєння або поширення хвороб (захворювання, що передаються через воду).

### Збої систем WASH

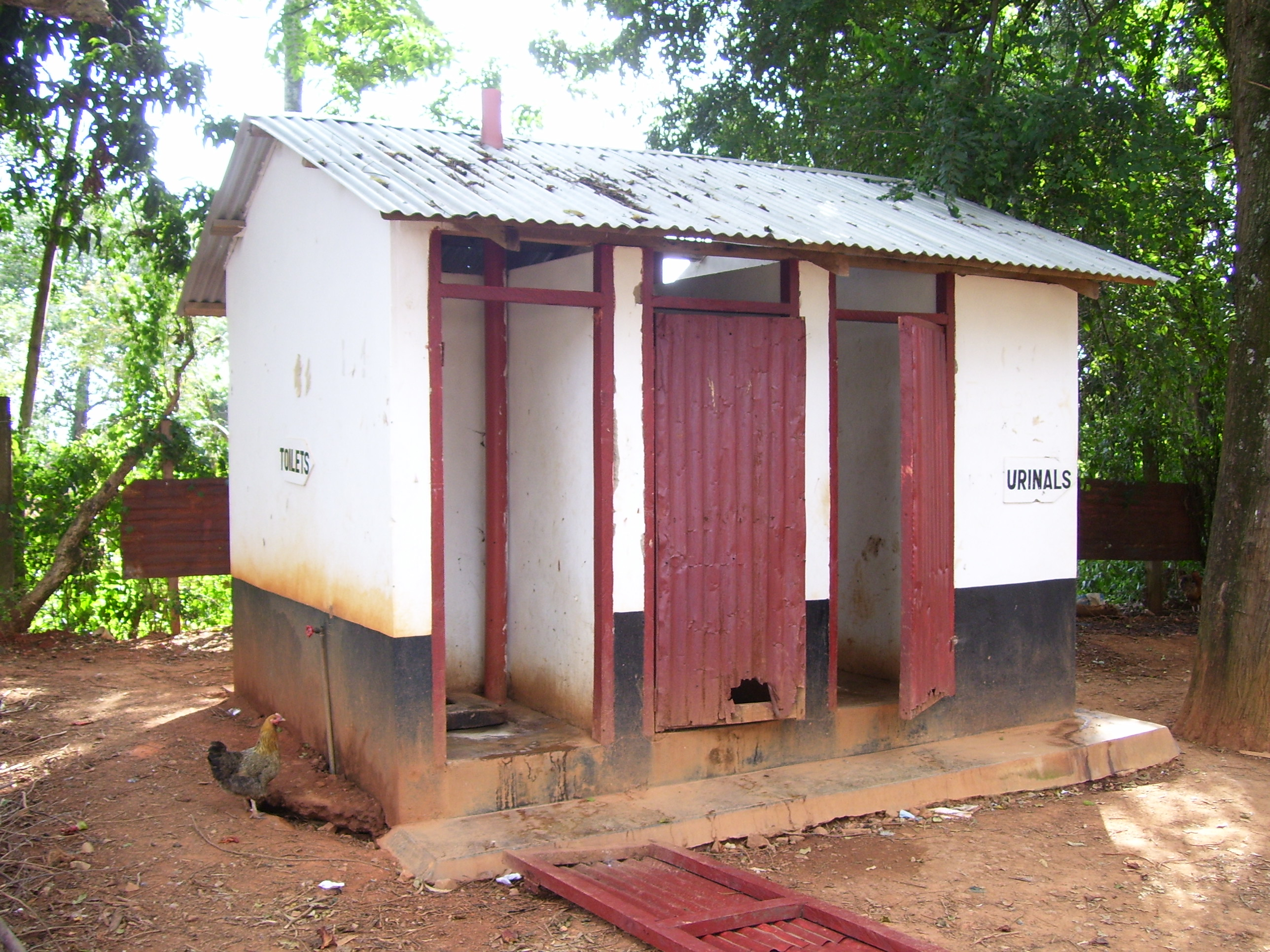
Погано доглянута вигрібна яма в школі в провінції Ньянза, Кенія

Несправності систем водопостачання (включаючи пункти водопостачання, колодязі та свердловини) і систем каналізації були добре задокументовані. Багато систем водопостачання та санітарії є нежиттєздатними, тому вони не забезпечують довгострокову користь для здоров'я громад. Це пояснюється фінансовими витратами, недостатньою технічною підготовкою для експлуатації та технічного обслуговування, неналежним використанням нових приміщень і навичок поведінки, а також відсутністю участі громади та власності. Найбідніші верстви населення часто не можуть дозволити собі плату, необхідну за експлуатацію та обслуговування інфраструктури WASH, що не дозволяє їм отримувати вигоду, навіть якщо системи існують.

#### Витоки в системах розподілу води
Неналежне управління системами розподілу води в країнах, що розвиваються, може посилити поширення захворювань, що передаються через воду. Близько 25 %-45 % води в розподільних лініях втрачається через витоки в країнах, що розвиваються. Ці витоки можуть призвести до потрапляння забрудненої води та хвороботворних мікроорганізмів у розподільні труби, особливо коли відключення електроенергії призводить до втрати тиску в трубах водопостачання. Перехресне забруднення стічних вод у лінії питної води призвело до великих спалахів захворювань, таких як спалах черевного тифу в Душанбе, Таджикистан у 1997 році.

### Умови праці санітарних працівників
Санітарний працівник (або санітарний працівник) — це особа, відповідальна за очищення, обслуговування, експлуатацію або спорожнення обладнання чи технології на будь-якому етапі санітарного ланцюга.:2  Це визначення, яке використовується у вужчому значенні в секторі WASH. Якщо говорити ширше, санітарні працівники також можуть бути залучені до прибирання вулиць, парків, громадських місць, каналізації, зливової каналізації та громадських туалетів. Інше визначення таке: «У той момент, коли відходи однієї особи передаються іншій, це стає санітарною роботою».:4 Деякі організації використовують цей термін спеціально для муніципальних збирачів твердих відходів, тоді як інші виключають працівників, які займаються управлінням сектором твердих відходів (сміття, сміття), з його визначення.

## Аспекти зміни клімату

### Викиди парникових газів
Послуги водопостачання та санітарії сприяють викидам парникових газів. Ці викиди згруповані в три категорії в міжнародному протоколі про парникові гази: прямі викиди, а також два типи непрямих викидів (див. нижче).:9

#### Прямі викиди (область 1)
Сфера застосування 1 включає «прямі викиди, що виникають безпосередньо в результаті діяльності». У секторі WASH це викиди метану та закису азоту під час очищення стічних вод та осадів стічних вод. Санітарні служби спричиняють приблизно 2–6 % глобальних антропогенних викидів метану. Септики, вигрібні ями, анаеробні лагуни, анаеробні реактори — це всі процеси анаеробного очищення, які виділяють метан, який може бути або не вловлюватися (у випадку септиків він зазвичай не вловлюється).
Згідно з даними за 2012 та 2013 роки, «очищення стічних вод у централізованих установках спричиняє близько 3 % глобальних викидів закису азоту та 7 % антропогенних викидів метану».:11 Дані за 2023 рік із централізованих очисних споруд у Сполучених Штатах показують, що викиди метану приблизно вдвічі перевищують оцінки, надані IPCC у 2019 році, тобто 10,9 ± 7,0 порівняно з 4,3-6,1 MMT (мільйон метричних тонн) CO 2 -eq/рік.
Сучасні методи оцінки викидів каналізації недооцінюють значення викидів метану з неканалізованих каналізаційних систем (non-sewered sanitation systems — NSSS). Це незважаючи на те, що такі системи каналізації поширені в багатьох країнах. NSSS відіграють життєво важливу роль у безпечному управлінні фекальними шламами та забезпечують приблизно половину всіх існуючих заходів санітарії. Глобальні викиди метану від NSSS у 2020 році оцінюються в 377 Мт CO2e/рік або 4,7 % глобальних антропогенних викидів метану. Це можна порівняти з викидами парникових газів від звичайних очисних споруд. Таким чином, викиди ПГ з неканалізованих каналізаційних систем є незначним джерелом. Індія та Китай значною мірою сприяють викидам метану в NSSS через велику кількість населення та використання NSSS.

#### Непрямі викиди, пов'язані з необхідною енергією (область 2)
Сфера 2 включає «непрямі викиди, пов'язані з енергією, необхідною для діяльності». Компанії, що займаються водопостачанням і водовідведенням, потребують енергії для різних процесів. Вони використовують енергетичну суміш, яка є в країні. Чим вищою є частка викопного палива в енергетичній суміші, тим вищими будуть викиди парникових газів за Сферою 2.:12 Процеси, які потребують енергії, включають: забір води (наприклад, відкачування підземних вод), зберігання питної води, транспортування води, очищення води, розподіл води, очищення стічних вод, кінцеве використання води (наприклад, нагрівання води), опріснення та повторне використання стічних вод.:20-24 Наприклад, електрична енергія потрібна для перекачування стічних вод і для механічної аерації на очисних установках з активним мулом.
Дивлячись на викиди від сектору каналізації та стічних вод, більшість людей зосереджуються на системах очищення, зокрема очисних спорудах. Це пов'язано з тим, що очисні споруди вимагають значних витрат енергії і, за оцінками, становлять 3 % світового споживання електроенергії. Це має сенс для країн з високим рівнем доходу, де очищення стічних вод є найбільшим споживачем енергії порівняно з іншими видами діяльності у водному секторі.:23 Процеси аерації, які використовуються в багатьох процесах вторинної обробки, є особливо енергоємними (використовується близько 50 % загальної енергії, необхідної для лікування).:24 Кількість енергії, необхідної для очищення стічних вод, залежить від кількох факторів: кількості та якості стічних вод (тобто, наскільки вони забруднені), необхідного рівня очищення, який, у свою чергу, впливає на тип обраного процесу очищення.:23 Ще одним фактором є енергоефективність процесу очищення.:23
| Параметр                                                                          | Значення                                                                                          | Додаткові коментарі                                                                              | Джерело | Рік кошторису |
| --------------------------------------------------------------------------------- | ------------------------------------------------------------------------------------------------- | ------------------------------------------------------------------------------------------------ | ------- | ------------- |
| Загальна кількість енергії, споживаної водним сектором у всьому світі             | 1400 ТВт-год                                                                                      |                                                                                                  | :20     | 2014 рік      |
| Частка загальної енергії, яка використовується як електроенергія                  | 60 %                                                                                              | Здебільшого для відкачування ґрунтових вод для поливу.                                           | :20     | 2014 рік      |
| Частка загальної енергії, яка використовується як теплова енергія                 | 40 %                                                                                              |                                                                                                  | :20     | 2014 рік      |
| Відсоток світового споживання електроенергії, що використовується водним сектором | 4 %                                                                                               | Енергія для використання води кінцевими споживачами (наприклад, нагрівання води) не включається. | :20     | 2014 рік      |
| Розшифровка використання електроенергії, спожитої на водопостачання               | Вилучення води: 40 % Очищення стічних вод: 25 % Розподіл води: 20 % Опріснення морської води: 5 % |                                                                                                  | :20     | 2014 рік      |
| Відсоток світового споживання електроенергії для очисних споруд                   | 3 %                                                                                               |                                                                                                  |         | 2020 рік      |

#### Непрямі викиди, пов'язані з діяльністю, але викликані іншими організаціями (область 3)
Область 3 включає «непрямі викиди, пов'язані з діяльністю, але викликані іншими організаціями». Непрямі викиди за Сферою 3 важко оцінити стандартизованим способом. Вони включають, наприклад, викиди від будівництва інфраструктури, від виробництва хімічних речовин, які необхідні в процесі очищення, і від управління побічним продуктом осаду стічних вод.:12

#### Зменшення викидів парникових газів
Існують рішення для зменшення викидів парникових газів у системах водопостачання та каналізації. Ці рішення поділяються на три категорії, які частково перетинаються: по-перше, «зменшення споживання води та енергії за допомогою економічного та ефективного підходу»; по-друге, «впровадження циркулярної економіки для виробництва енергії та цінних продуктів»; і по-третє, «плануючи скорочення викидів парникових газів за допомогою стратегічних рішень».:28 Згадані економічні та ефективні підходи включають, наприклад, пошук способів зменшення втрат води з водопровідних мереж і зменшення інфільтрації дощової або ґрунтової води в каналізацію.:29 Крім того, стимули можуть заохотити домогосподарства та промисловість зменшити споживання води та потреби в енергії для нагрівання води.:31 Існує ще один спосіб зменшити потреби в енергії для обробки сирої води для отримання з неї питної води: краще захистити якість джерельної води.:32
Методи, які підпадають під категорію циркулярної економіки, включають: повторне використання води, поживних речовин і матеріалів; виробництво енергії з низьким вмістом вуглецю (наприклад, сонячна енергія на дахах господарських будівель, рекуперація відпрацьованого тепла зі стічних вод, виробництво гідроелектроенергії шляхом встановлення мікротурбін, виробництво енергії з біотвердих речовин і осаду стічних вод.:33-37 Стратегічні рішення щодо скорочення викидів парникових газів включають: підвищення обізнаності та освіту, управління, яке підтримує зміну практик, надання економічних стимулів для збереження води та зменшення споживання, і, нарешті, вибір енергії та матеріалів з низьким вмістом вуглецю.:38-39

### Негативні наслідки зміни клімату
Наслідки зміни клімату можуть негативно вплинути на існуючі санітарні послуги кількома способами, наприклад, через пошкодження та втрату послуг через повені та зменшення пропускної здатності вод, що приймають стічні води. На сектор санітарії вже різними способами впливають «погодні та кліматичні явища, такі як мінливість, сезонність та екстремальні погодні явища».:3 Екстремальні погодні явища, такі як повені та посухи, загалом стають частішими та інтенсивнішими через зміни клімату в багатьох регіонах.:1157 Вони впливають на роботу інфраструктури водопостачання, зливової каналізації та очисних споруд. Зміна клімату створює підвищений ризик для систем WASH, особливо в країнах Африки на південь від Сахари, де доступ до безпечної базової санітарії є низьким. В Африці на південь від Сахари погано керовані системи WASH і широко поширені неформальні поселення з обмеженим доступом до водопостачання та інфраструктури каналізації особливо вразливі до наслідків зміни клімату, таких як збільшення посух і повеней. Зміни в частоті та інтенсивності екстремальних кліматичних умов можуть ускладнити поточні проблеми, оскільки доступність води стає невизначеною, а ризики для здоров'я зростають через забруднені джерела води. Наслідки зміни клімату можуть призвести до зменшення доступності води, збільшення потреби у воді, пошкодження засобів WASH та збільшення забруднення води забруднювачами.
З точки зору кругообігу води, зміна клімату може вплинути на кількість інфільтрації ґрунту, глибше просочування, а отже, на поповнення ґрунтових вод. Крім того, підвищення температури збільшує попит на випаровування над землею, що обмежує кількість води для поповнення ґрунтових вод.

### Адаптація до зміни клімату
Зусилля щодо адаптації в секторі WASH включають, наприклад, захист місцевих водних ресурсів (оскільки ці ресурси стають джерелом води для постачання питної води) і дослідження вдосконалення стратегії водопостачання та зберігання. Також може знадобитися скорегувати планування та роботу комунального підприємства.:41 Політика адаптації до зміни клімату повинна враховувати ризики від екстремальних погодних явищ. Необхідні адаптаційні заходи повинні враховувати заходи щодо посух і повеней.:61 Заходи адаптації до посухи включають, наприклад: скорочення витоків у проактивний спосіб, донесення до споживачів обмежень на використання води. Заходи з адаптації до повеней включають, наприклад: Перегляд розміщення водоочисних споруд у заплавах, мінімізація впливу паводкових вод на експлуатаційне обладнання.:61
Природні рішення можуть зіграти важливу роль у підходах водопостачання та санітарії до адаптації до зміни клімату.:45 Це включає екологічне відновлення (яке може покращити інфільтрацію та, таким чином, зменшити затоплення), екологічну інженерію для очищення стічних вод, зелену інфраструктуру для управління зливовими водами та заходи для природного утримання води.:45
Більшість національних планів адаптації, опублікованих Рамковою конвенцією ООН про зміну клімату, включають заходи щодо покращення санітарії та гігієни.

### Підвищення кліматичної стійкості
Стійкі до клімату послуги водопостачання (або стійкі до клімату WASH) — це послуги, які забезпечують доступ до високоякісної питної води протягом усіх сезонів і навіть під час екстремальних погодних явищ. Стійкість до зміни клімату загалом — це здатність відновлюватися після кліматичних потрясінь, таких як повені та посухи, або пом'якшувати вразливість до них. Стійкий до зміни клімату розвиток став новою парадигмою сталого розвитку. Таким чином, ця концепція впливає на теорію та практику в усіх секторах у всьому світі. Це особливо вірно у водному секторі, оскільки водна безпека тісно пов'язана зі зміною клімату. На кожному континенті уряди зараз ухвалюють політику економіки, стійкої до зміни клімату. Такі міжнародні рамки, як Паризька угода та Цілі сталого розвитку, є рушійними силами для таких ініціатив.
Декілька заходів можуть покращити безпеку води та підвищити стійкість до кліматичних ризиків: Проведення детального аналізу кліматичних ризиків, щоб зробити кліматичну інформацію актуальною для конкретних користувачів; розробка показників для моніторингу кліматичної стійкості водних систем (це допоможе відслідковувати прогрес і спрямовувати інвестиції для водної безпеки); використання нових інституційних моделей, які покращують водну безпеку. 
Політика стійкості до зміни клімату може бути корисною для розподілу води, пам'ятаючи, що в майбутньому її може бути менше. Це вимагає хорошого розуміння поточної та майбутньої гідрокліматичної ситуації. Наприклад, краще розуміння майбутніх змін мінливості клімату веде до кращої реакції на їхні можливі наслідки.
Щоб забезпечити стійкість водних систем до зміни клімату, люди повинні мати доступ до кліматичної інформації, яка відповідає їхнім місцевим умовам.:59 Кліматичні інформаційні продукти корисні, якщо вони охоплюють широкий діапазон часових і просторових масштабів і надають інформацію про регіональні кліматичні ризики, пов'язані з водою.:58 Наприклад, державним службовцям потрібен легкий доступ до кліматичної інформації для кращого управління водними ресурсами.
Чотири важливі види діяльності для досягнення стійких до клімату послуг WASH включають кілька складових. По-перше, виконується аналіз ризиків, щоб розглянути можливі наслідки екстремальних погодних явищ, а також запобіжні дії.:4 Такі профілактичні дії можуть включати, наприклад, підняття інфраструктури над очікуваним рівнем повені. По-друге, керівники оцінюють масштаби скорочення викидів парникових газів і впроваджують відповідні варіанти, наприклад, використання більшої кількості відновлюваних джерел енергії. По-третє, підприємства водопостачання забезпечують надійність джерел води та каналізації протягом усього року, а також під час посухи та повеней. Нарешті, моделі управління та надання послуг зміцнюються, щоб вони могли протистояти кризі.:5
Щоб застосувати стійкість до зміни клімату на практиці та краще взаємодіяти з політиками, корисно поставити наступні контрольні запитання: «стійкість до чого, до чого, для кого, протягом якого періоду часу, ким і в якому масштабі?». Наприклад, «стійкість чого?» означає думати не тільки про інфраструктуру, але й охоплювати стійкість водних ресурсів, місцевих установ і водокористувачів. Інший приклад: «стійкість для кого?» говорить про зменшення вразливості та запобігання негативним подіям: деякі втручання зверху вниз, які працюють навколо влади та політики, можуть підірвати знання корінного населення та поставити під загрозу стійкість громади.

#### Адаптивна здатність до кліматичної стійкості
Адаптивна здатність систем управління водними ресурсами може допомогти поглинути деякі впливи кліматичних подій і підвищити стійкість до зміни клімату.:25 Зацікавлені сторони в різних масштабах, тобто від невеликих міських комунальних підприємств до національних урядів, повинні мати доступ до надійної інформації, яка детально описує регіональний клімат і зміни клімату. Наприклад, кліматичні інструменти, що залежать від контексту, можуть допомогти національним політикам і субнаціональним практикам приймати обґрунтовані рішення для підвищення стійкості до зміни клімату. Глобальна дослідницька програма під назвою REACH (під керівництвом Оксфордського університету та фінансується Управлінням закордонних справ, у справах Співдружності та розвитку Великої Британії) розробляє та використовує такі кліматичні інструменти для Кенії, Ефіопії та Бангладеш протягом 2015—2024 років.

## Підходи до планування

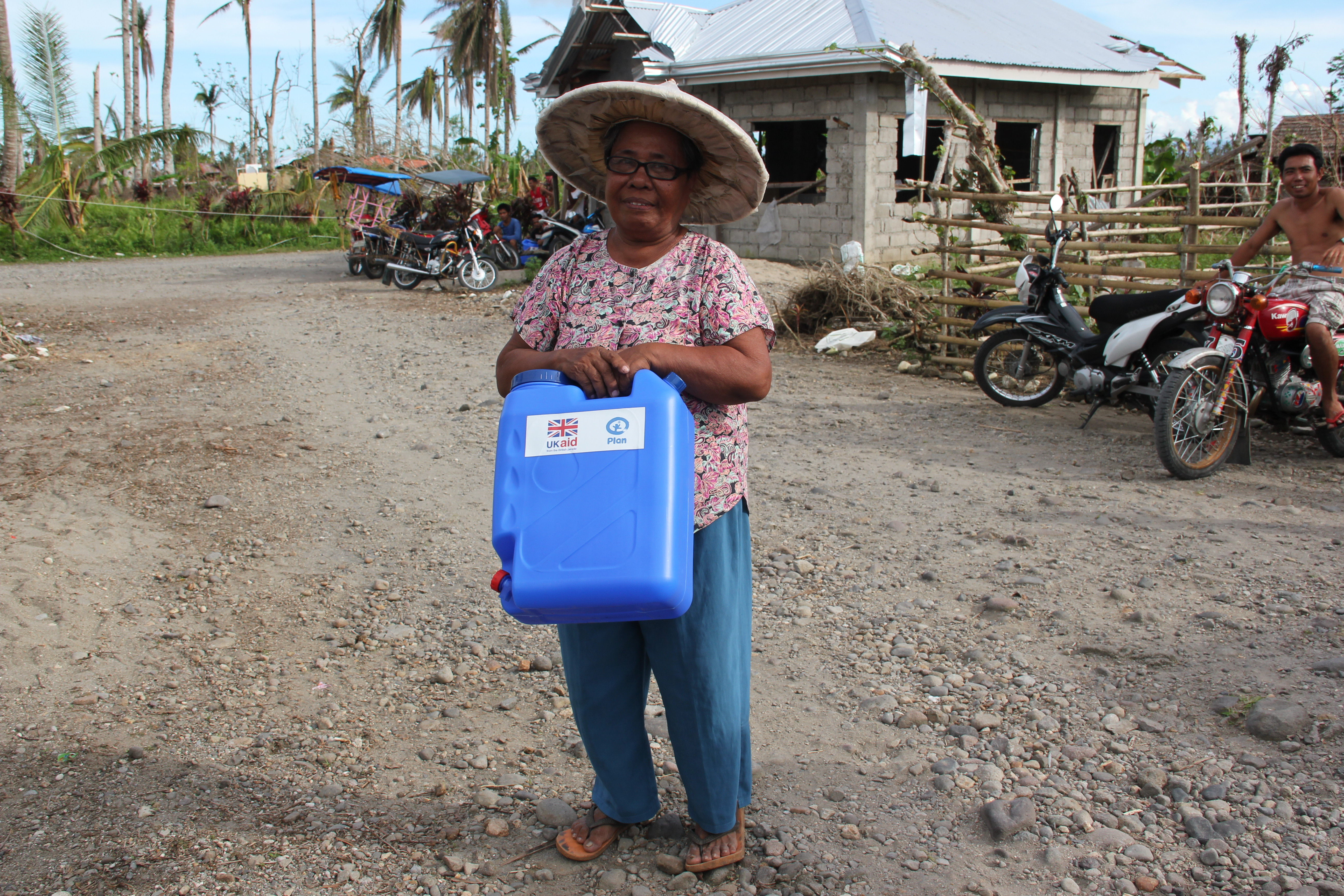
Роздача каністр, щоб допомогти людям зберігати чисту питну воду на Філіппінах

### Національні плани та моніторинг WASH
ООН-Вода проводить ініціативу глобального аналізу та оцінки санітарії та питної води (Assessment of Sanitation and Drinking-Water — GLAAS). У цій роботі досліджується «ступінь, в якій країни розробляють і впроваджують національну політику та плани щодо WASH, проводять регулярний моніторинг, регулюють і вживають коригувальних дій за потреби, а також координують ці паралельні процеси з достатніми фінансовими ресурсами та підтримкою сильних національних установ».
Плани WASH у багатьох країнах не підтримуються необхідними фінансовими та людськими ресурсами. Це перешкоджає їх реалізації та очікуваним результатам для надання послуг WASH.
Починаючи з 2022 року, країни все частіше включають «підходи до готовності до зміни клімату» у свої національні плани WASH. Готовність у цьому контексті означає роботу над пом'якшенням, адаптацією та стійкістю систем WASH.:11 Проте, більшість національних політик щодо послуг WASH не визначають, як усунути кліматичні ризики та як підвищити стійкість інфраструктури та управління.:vii

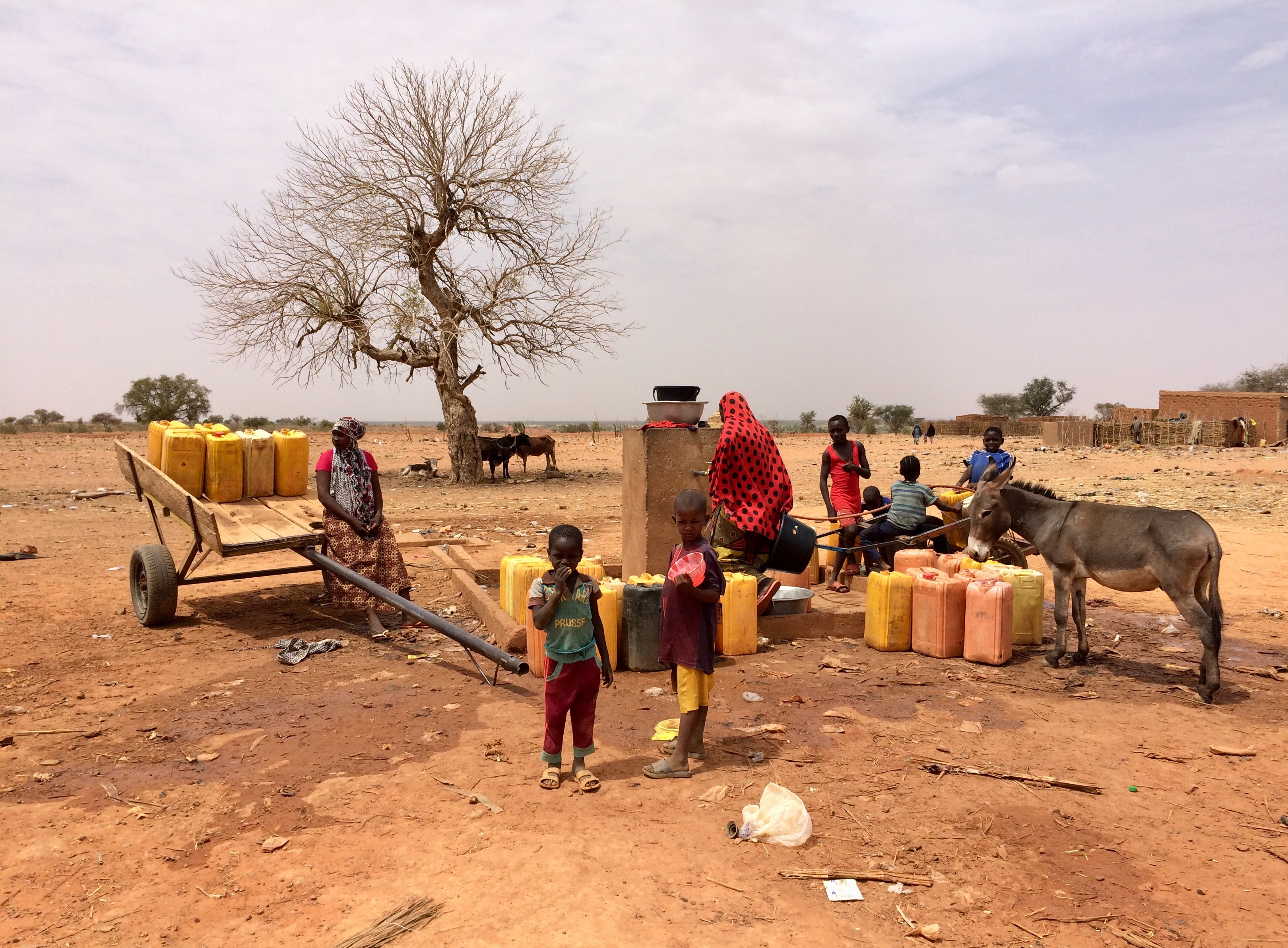
Сім'ї збирають воду з колодязя в Нігері.

### Гендерний мейнстрімінг
Дублінська заява про воду та сталий розвиток 1992 року включала тезу «Жінки відіграють центральну роль у забезпеченні та охороні води» як один із чотирьох принципів. У 1996 році Всесвітній банк опублікував Інструментарій щодо гендерних аспектів водопостачання та санітарії. Гендерно-чутливі підходи до водопостачання та санітарії виявилися економічно ефективними. Схеми водопостачання в країнах, що розвиваються, показали вищий успіх, коли планувалися та реалізовувалися за повної участі жінок у постраждалих громадах.
У 2003 році Міжвідомча мережа ООН з питань жінок і гендерної рівності (IANWGE) створила робочу групу з гендерних питань і води. Цільова група стала робочою групою ООН-Вода і взяла на себе відповідальність за гендерний компонент Міжнародного десятиліття «Вода для життя» (2005—1015). Повноваження робочої групи закінчилися у 2015 році.

## Історія
Абревіатура WASH використовувалася з 1988 року як абревіатура проекту «Вода та санітарія для здоров'я» Агентства США з міжнародного розвитку. У той час літера «Н» позначала здоров'я, а не гігієну. Подібним чином у Замбії термін WASHE використовувався в доповіді 1987 року та означав «Освіта з санітарії на воді». Ще старший звіт проекту USAID WASH датується ще 1981 роком.
Приблизно з 2001 року міжнародні організації, що працюють у сфері захисту прав водопостачання та санітарії, такі як Рада співпраці з водопостачання та санітарії та Міжнародний центр водопостачання та санітарії (IRC) у Нідерландах, почали використовувати WASH як загальний термін для води., санітарії та гігієни. Відтоді WASH було широко прийнято як зручний акронім для води, санітарії та гігієни в контексті міжнародного розвитку. Термін WatSan також використовувався деякий час, особливо в секторі реагування на надзвичайні ситуації, наприклад у МФЧК та УВКБ ООН, але не виявився таким популярним, як WASH.

## Суспільство і культура

### Нагороди
Важливі нагороди для окремих осіб або організацій, які працюють над WASH, включають:
- Стокгольмська водна премія з 1991 року з широким оглядом діяльності, пов'язаної з водою, разом із Стокгольмською юнацькою водною преміжю та Стокгольмською промисловою водною премією.
- Sarphati Sanitation Awards з 2013 року за підприємництво у сфері санітарії.

### Органи ООН

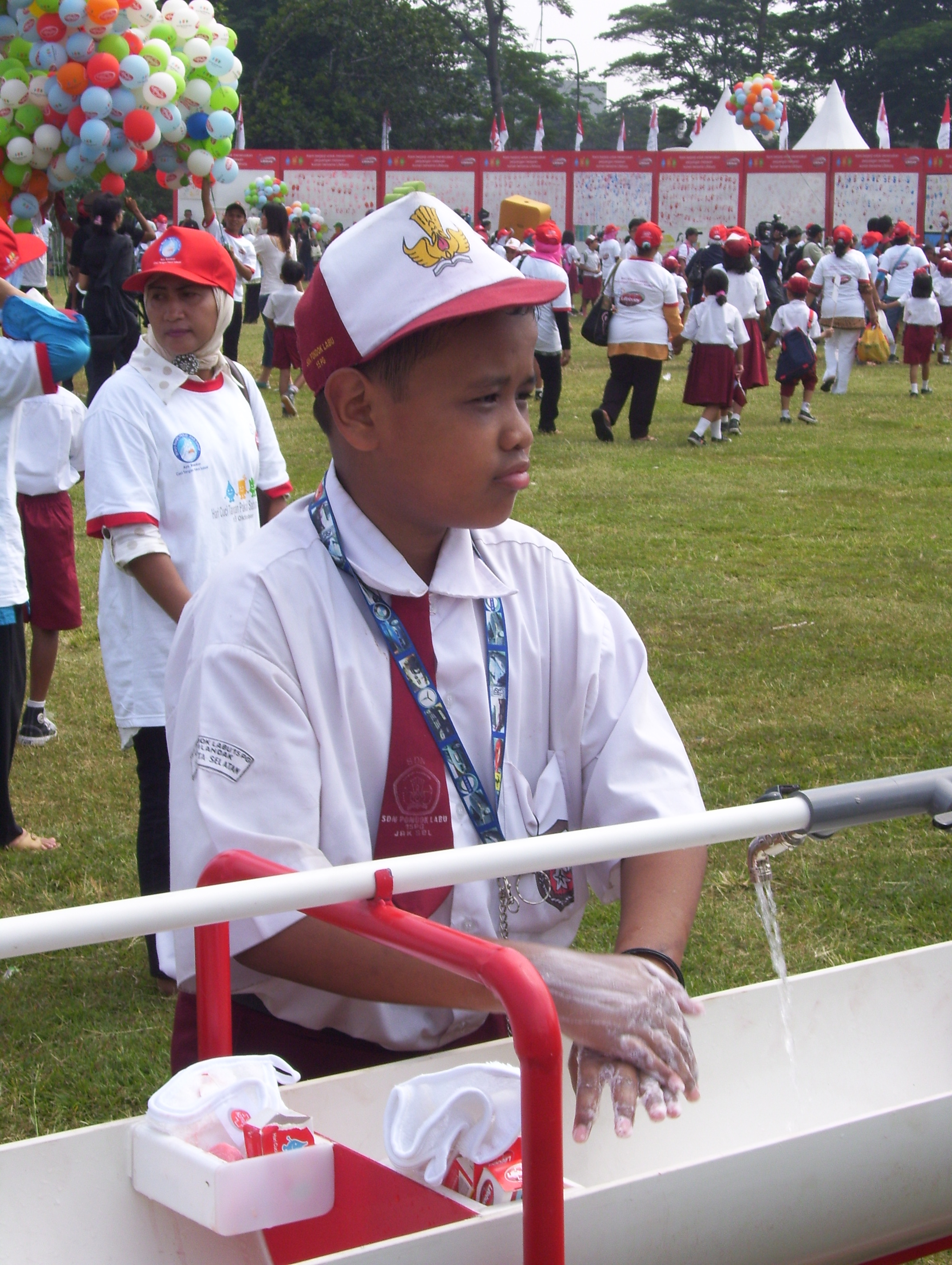
Святкування Всесвітнього дня миття рук в Індонезії

- ЮНІСЕФ — Проголошена стратегія ЮНІСЕФ полягає в «забезпеченні загального та справедливого доступу до безпечної та доступної питної води для всіх».[134] ЮНІСЕФ включає ініціативи WASH у свою роботу зі школами в понад 30 країнах.[135]
- ООН-Вода — міжвідомчий механізм, який «координує зусилля структур ООН і міжнародних організацій, що працюють над питаннями водопостачання та санітарії».[136]

### Підвищення обізнаності через проведення днів
Міжнародний рік санітарії, оголошений Організацією Об'єднаних Націй у 2008 році, допоміг привернути увагу багатьох донорів до фінансування санітарії в програмах WASH. Наприклад, з 2009 року Фонд Білла та Мелінди Гейтс збільшив фінансування санітарних проектів, приділяючи значну увагу повторному використанню екскрементів.
Підвищення обізнаності про важливість WASH відбувається через кілька міжнародних днів Організації Об'єднаних Націй, а саме Всесвітній день води, День менструальної гігієни, Всесвітній день туалету та Всесвітній день миття рук.